# Composição étnica do Brasil
Grupos étnicos no Brasil (censo de 2022)
A composição étnica e racial da sociedade brasileira é resultado de uma confluência de pessoas de várias origens étnicas diferentes, dos povos indígenas originais, negros africanos, dos colonizadores portugueses, e de posteriores ondas imigratórias de europeus, árabes e japoneses, além de outros povos asiáticos e de países sul-americanos.
Há diferença entre os conceitos de raça e etnia, onde Raça é uma construção social utilizada para distinguir pessoas em termos de uma ou mais características físicas, dentre elas a cor da pele, que são socialmente significativas; a raça é um termo sociológico e não biológico. Em termos biológicos considera-se que há apenas uma, a raça humana (com o projeto Genoma Humano o conceito biológico de "raças humanas" tornou-se desacreditado entre os biólogos e antropólogos). Um grupo étnico, por outro lado, corresponde a uma categoria de pessoas cujas marcas culturais percebidas são consideradas socialmente significativas e os grupos diferem entre si em termos de língua, religião, costumes, valores, ancestralidade entre outras marcas culturais. O Brasil pode ser apontado como um exemplo de que o conceito de raça é uma construção social, e que o entendimento de raça pode variar em diferentes sociedades.
Nos séculos XIX e XX, a cultura brasileira tem promovido uma integração e miscigenação racial. No entanto, as relações raciais no Brasil não têm sido harmônicas, especialmente em relação ao papel de desvantagem dos negros brasileiros e indígenas, grupos fortemente explorados no período colonial do país, que tendem a ocupar posições menos prestigiadas na sociedade brasileira moderna, além das questões de choque cultural e dificuldade de preservação étnico-racial no país.
A análise de marcadores genéticos revela que o brasileiro médio possui, de forma decrescente, ancestralidades europeias, africanas e ameríndias.

## Classificações por cor, raça e etnia

### Histórico

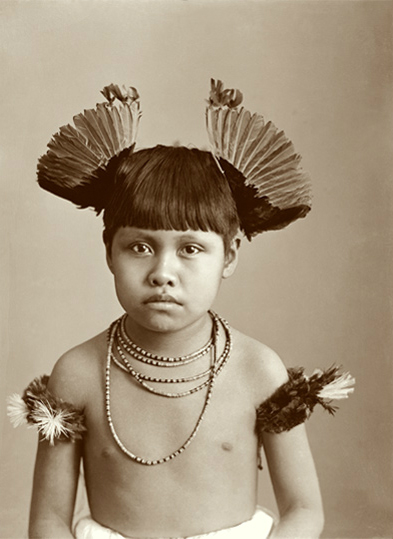
"Menino Índio", 1880 - Marc Ferrez.

Cientistas e geneticistas afirmam que raças humanas não existem, uma vez que, do ponto de vista genético, não é possível dividir seres humanos em raças diferentes. Pessoas de uma mesma população são tão geneticamente diversas quanto em relação a pessoas de outras populações. Todos os seres humanos compartilham um ancestral comum muito recente, não existindo diferenças biológicas profundas entre humanos. Muito embora o conceito de raça já tenha sido derrubado pela ciência desde pelo menos a década de 1940, o seu uso persiste à margem da antropologia, em livros de ciências populares e na imaginação não científica, que são taxonomias populares. Essas classificações raciais são frequentemente feitas com base em características físicas escolhidas arbitrariamente, como cor da pele e textura do cabelo. Qualquer tentativa de classificar seres humanos em raças diferentes é arbitrária e subjetiva, porquanto varia de sociedade para sociedade e depende dos interesses envolvidos.
A terminologia e a categorização de populações humanas em grupos varia entre diferentes autores, de acordo com o critérios adotados (cor, raça e etnia), cujas definições também variam. Enquanto o conceito de cor refere-se a um traço do fenótipo, o conceito de etnia refere-se principalmente a caracteres culturais (língua, religião, etc.). Já o conceito de raça é mais ambíguo, podendo ser entendido de forma biológica ou cultural, envolvendo critérios de ascendência, de aparência, ou socioeconômicos. Por exemplo, nos Estados Unidos, há predomínio de critérios de origem. Enquanto isso, no Brasil, a distinção racial faz-se principalmente por traços fenotípicos: cor da pele, formato do rosto, tipo de cabelo, etc.
De qualquer forma, tais categorias não devem ser entendidas de modo essencialista, como se tivessem limites claros entre si ou existissem formas puras. Ainda que os estudos e pesquisas ocasionalmente as tratem como categorias bem delimitadas por motivos práticos, os agrupamentos humanos se caracterizam melhor como gradientes ou mosaicos. A seguir, são apresentadas algumas esquemas de classificação, a título de ilustração de sua diversidade, embora possam ser consideradas defasadas ou inadequadas. Ainda no período colonial, diversos termos como "mamelucos", "pardos", "mulatos", "crioulos", "mouriscos", "cristãos-novos", etc., eram utilizados, mas não em sentido biologizante, e sim como forma de distinção social.

### Segundo Von Martius
Em 1844, o naturalista alemão Von Martius, baseado nos desenvolvimentos da antropologia europeia então em voga, definiu o esquema clássico de três raças formadoras da nação mestiça, depois retomado por Varnhagen, com base nas cores de pele:
- a raça "cor de cobre ou americana";
- a raça "branca ou caucasiana";
- a raça "preta ou ethiopica".

Von Martius foi também pioneiro no estudo dos indígenas. Entre a "raça americana", distinguia apenas dois tipos, em termos de antropologia física: os de estatura pequena e os de estatura elevada. Entretanto, em termos de línguas, classificou os indígenas em oito grupos:
- Tupis e Guaranis
- Gês ou Crans
- Guck, ou Coco
- Crens ou Guerengs
- Parexis ou Poragis
- Goyatacâz
- Aruac ou Aroaquis
- Lengoás ou Guaycurûs

### Segundo Roquette-Pinto
Em 1929, Roquette-Pinto propôs quatro "tipos antropológicos" para o Brasil, a partir de características físicas:
- Leucodermos: o "tipo branco";
- Phaiodermos: mestiços do "cruzamento" entre brancos e negros;
- Xanthodermos: mestiços de brancos e índios;
- Melanodermos: o "tipo negro".

### Segundo Nina Rodrigues
No início do século XX, ainda havia poucos estudos sobre as origens dos africanos trazidos ao Brasil, questão esta que começou a ser esclarecida a partir de trabalhos de Nina Rodrigues nos anos 1930, que identificou dois grandes grupos: "sudaneses" (isto é, do centro-oeste africano, nagôs, jejes, etc.) e os bantos. Neste mesmo período, a noção biológica de raça passou a ser substituída pela noção cultural de raça, e logo tal termo foi substituído por etnia.

### Segundo Aroldo de Azevedo
Aroldo de Azevedo, autor de um livro didático de geografia nos anos 1960, estabeleceu as seguintes "etnias brasileiras":
- o elemento branco: portugueses, italianos, espanhóis, alemães, eslavos, etc.;
- o elemento mestiço: mulatos, caboclos (mamelucos), cafuzos, ainocôs;
- o elemento negro: culturas sudanesas, guineano-sudanesas islamizadas, e bantas;
- o indígena brasileiro: grupos tupi-guarani, jê, nuaruaque ou maipuré, caraíba ou cariba, bororo, nambiquara, carajá, tucano ou betoia, e pano.
- os elementos mongólicos: japoneses, coreanos e chineses.

### Segundo Marvin Harris
Em 1964, o antropólogo americano Marvin Harris definiu 40 "tipos raciais" no Brasil: "branco, preto, sarará, moreno claro, moreno escuro, mulato, morena, mulato claro, mulato escuro, negro, caboclo, escuro, cabo verde, claro, araçuaba roxo, amarelo, sarará escuro, cor de canela, preta claro, roxo claro, cor de cinta, vermelho, caboclo escuto, pardo, branco sarará, mambebe, branco caboclado, moreno escuro, mulato sarará, gazula, cor de cinza claro, crioulo, louro, moreno claro caboclado, mulato bem claro, branco mulato, roxo de cabelo bom, preto escuro, pelé".

### Segundo Darcy Ribeiro
Em 1995, Darcy Ribeiro definiu cinco "variantes principais da cultura brasileira tradicional":
- a cultura sertaneja;
- a cultura crioula;
- a cultura cabocla;
- a cultura caipira;
- a cultura sulina.

### Segundo Censo
Com relação aos censos demográficos, no primeiro deles, em 1872, foram utilizadas quatro categorias de "raças": branco, preto, pardo (termo problemático, uma espécie de "sobra do censo") e caboclo (para contabilizar a população indígena). Em 1890, retornando com o  sistema de "cores", substituiu-se o termo "pardo" por "mestiço". Assim, nestes censos e nos de 1950 em diante, verifica-se a existência, para um mesmo quesito, de dois critérios simultâneos: ascendência e cor.
Nos censos de 1900 e 1920, não foram coletadas informações sobre cor ou raça e, em 1910 e 1930, não foram realizadas censos no Brasil. No censo de 1940, modificou-se "raça" por "cor", e redefiniram-se as quatro categorias: branco, preto, amarelo (para imigrantes japoneses) e uma "categoria residual" (depois codificada como "pardo", para classificar os que utilizaram outros termos de cor ou raça, e para os indígenas).
Nos censos de 1950 e 1960, o grupo pardo foi reabilitado como categoria de cor. Além disso, pela primeira vez, esteve presente o princípio de respeito à autodeclaração da pessoa recenseada. Em 1970, a categoria parda foi excluída outra vez, sendo novamente incluída em 1980. No censo seguinte, de 1976, o IBGE fez uma pesquisa no país, sem categorias pré-definidas, visando testar a adequação do sistema de "cores" adotado na pesquisa. Foram coletadas 136 cores diferentes, auto-declaradas pela população.
Em 1991, a pergunta foi alterada para "raça ou cor", e incluiu uma nova categoria: indígena. Em 2000, alterou-se a pergunta para "cor ou raça". Em 2010, manteve-se as cinco categorias (branco, preto, pardo, amarelo, indígena), mas passou-se a indagar a etnia e língua dos indígenas.

### Formação da população brasileira
Quando os europeus chegaram ao atual Brasil, em 1500, sua população nativa era provavelmente composta por cerca de 2,5 milhões de indivíduos. Entre 1500 e 1808, cerca de 500 mil portugueses chegaram ao território brasileiro. O IBGE estimou o número de colonos portugueses em 700 mil, de 1500 a 1760. Com exceção de um número desconhecido de colonizadores que chegaram no século XVII, durante o domínio holandês de trinta anos do Nordeste, Portugal foi a única fonte significativa de imigrantes europeus no Brasil até 1808. Começando em meados do século XVI e continuando até 1855, cerca de 4 milhões de escravos africanos foram enviados para o Brasil, a maioria procedente da atual Angola.
Entre o último quartel do século XIX e a primeira metade do XX, chegaram ao Brasil mais de cinco milhões de imigrantes. A maioria desses imigrantes eram portugueses ou italianos (cerca de 1,5 milhão cada), seguidos pelos espanhóis (690 mil), alemães (250 mil), japoneses (170 mil), árabes (100 mil, principalmente pessoas do que são hoje Síria e Líbano, com passaporte turco-otomano) e eslavos (principalmente da atual Polônia, com passaporte russo).
Uma característica da população brasileira é a miscigenação. O Brasil foi colonizado predominantemente por homens portugueses, que tendiam a procriar com mulheres ameríndias e africanas. No Brasil, nunca existiram legislações que impedissem a miscigenação, o que facilitou o contato sexual e amoroso entre pessoas de origens étnicas diferentes.

### Classificação do IBGE

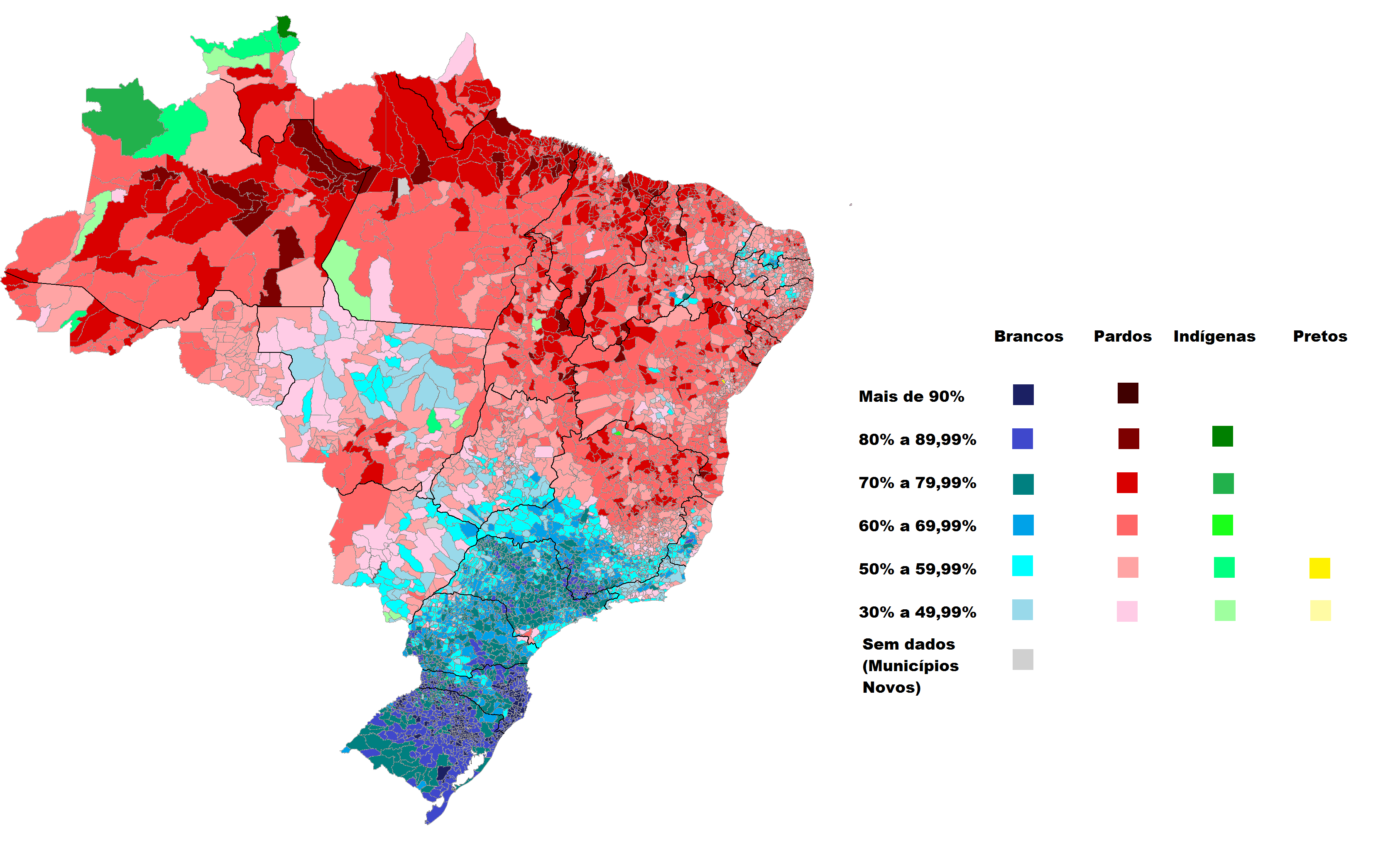
Grupos étnicos de maior percentual nos municípios do Brasil (censo de 2010)

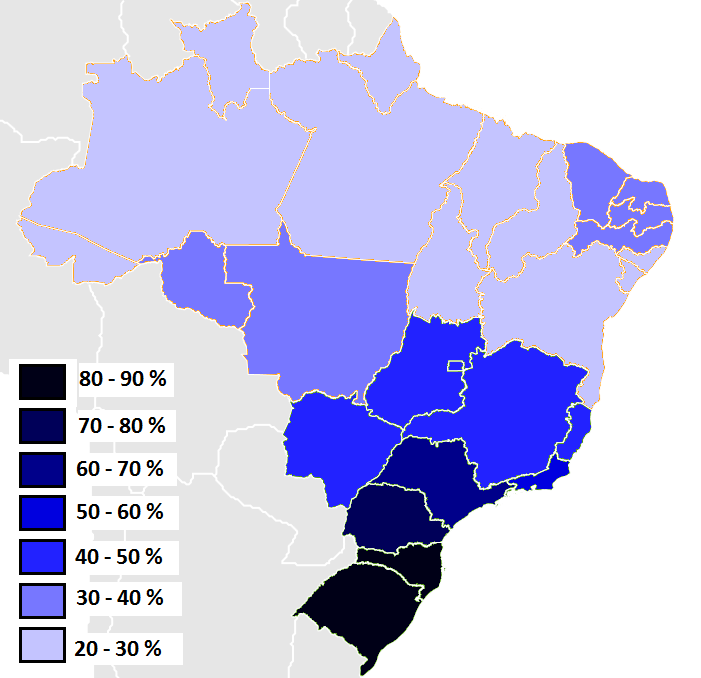
Estados de acordo com a percentagem de brancos em 2009

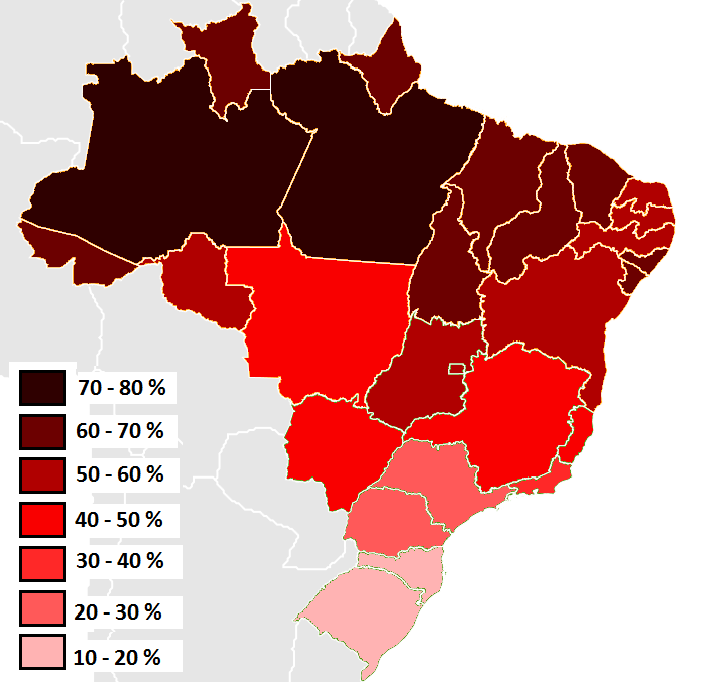
Estados de acordo com a percentagem de Pardos em 2009

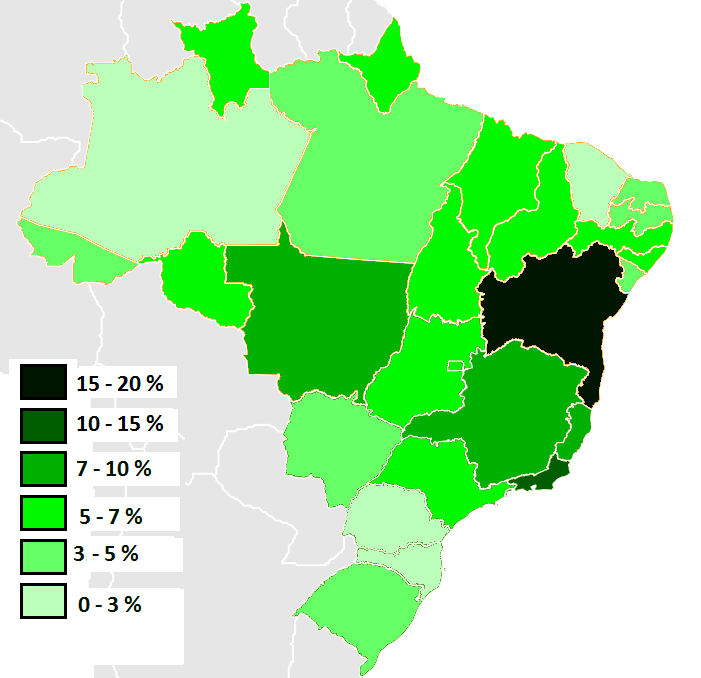
Estados de acordo com a percentagem de negros em 2009

Na atual classificação do IBGE, a respeito do quesito "cor ou raça", encontram-se as seguintes categorias: brancos, pardos, pretos, amarelos e indígenas. O IBGE verifica a composição brasileira através de um censo realizado a cada 10 anos. A composição por cor ou raça é verificada pela autodeclaração.
Essa classificação é objeto de crítica, conforme constatou o ex-presidente do IBGE Simon Schwartzman, pois grande parte da população brasileira não se identifica ou não gosta dela. O termo "preto", usado pelo IBGE, é rejeitado pela maioria da população, e ainda mais rejeitados são os termos "pardo" e "indígena". Já o termo "moreno", não adotado pelo IBGE, tem grande aceitabilidade entre os brasileiros. Quando perguntados sobre a sua cor de forma espontânea, 32% dos brasileiros dizem ser morenos e 6% morenos claros; o termo pardo é usado por apenas 7% e o preto por 5%.
O uso tão frequente do termo "moreno" pelos brasileiros "pode ser o resultado de sua ambiguidade e da sua propensão a subestimar as diferenças raciais e a enfatizar uma "brasilidade" comum". Em sua pesquisa, Schwartzman afirmou: "Os resultados confirmam que o Brasil não tem linhas de demarcação nítidas entre populações em termos de características étnicas, linguísticas, culturais ou históricas, o que faz com que qualquer tentativa de classificar as pessoas de acordo com estas categorias esteja sujeita a grande imprecisão".
Os brasileiros tendem a se classificar racialmente com base nas características físicas, tais como pigmentação da pele, tipo de cabelo, formato do nariz e formato dos lábios. Não parece haver no país uma regra de classificação com base na ancestralidade, de modo que é até possível que dois irmãos, filhos dos mesmos pais, sejam vistos como racialmente diferentes. Uma pesquisa de 2016 descobriu que aproximadamente 17–19% das famílias brasileiras têm irmãos, filhos dos mesmos pais, sendo identificados como de "raças" diferentes. Mais de 80% das famílias com irmãos de "raças" diferentes tinham um irmão identificado como "branco" e outro identificado como "pardo". Cerca de 40% das famílias com um pai branco e outro não branco têm irmãos de "raças" diferentes. Essa constatação não é nova, sendo que no livro O povo brasileiro, o antropólogo Darcy Ribeiro já havia escrito que, devido a séculos de miscigenação, é normal que no Brasil irmãos, filhos dos mesmos pais, possam nascer com fenótipos diferentes:
| “ | Ninguém estranha, no Brasil, os matizes de cor dos filhos dos mesmos pais, que vão, frequentemente, do moreno amulatado, em um deles, ao branco mais claro, no outro; ou combinam cabelos lisos e negros de índio ou duros e encaracolados de negro, ou sedosos de branco, de todos os modos possíveis; com diferentes aberturas de olhos, formas de boca, conformações nasais ou proporções das mãos e pés. Na verdade, cada família brasileira de antiga extração retrata no fenótipo de seus membros características isoladas de ancestrais mais próximos ou mais remotos dos três grandes troncos formadores. Conduzindo, em seu patrimônio genético, todas essas matrizes, os brasileiros se tornam capazes de gerar filhos tão variados como variadas são as faces do homem. | ” |

O IBGE não utiliza o termo "negro" em suas pesquisas e publicações regulares. Porém, nos últimos anos, por pressão dos Movimentos Negros e com evidente influência do racialismo norte-americano, o governo brasileiro vem adotando a nomenclatura "negro" como a soma da população preta e parda, definição incorporada ao Estatuto da Igualdade Racial. Ao contrário do termo "moreno", que representa a tradição brasileira de universalismo através da ambiguidade racial, o termo "negro", ao fazer da raça algo explícito, representa o oposto completo. Ativistas dos Movimentos Negros argumentam que a tradição brasileira de usar múltiplas categorias de cor inibiu a criação de uma identidade negra coletiva que possa se mobilizar para responder ao racismo. Essa decisão, porém, tem enfurecido alguns estudiosos brasileiros, pois, pela primeira vez na História, o governo brasileiro está estabelecendo critérios de pertencimento racial e violando a concepção nacional de negro, ao incluir como "negras" muitas pessoas que nunca se considerariam como tal, em um país que até então estava acostumado e até celebrava a existência de categorias raciais intermediárias.

#### Pardos
Segundo a definição do IBGE, pardos são pessoas que se declaram mulatas, caboclas, cafuzas, mamelucas ou mestiças de negro com pessoa de outra raça. No censo de 2022, 45,34% da população nacional se autodeclarou como sendo parda.
Em certas regiões do Brasil, houve o predomínio da miscigenação entre europeus, africanos e índios; em outras regiões, predominou a miscigenação entre apenas os europeus e os indígenas; e, em outras regiões, houve o predomínio da miscigenação entre europeus e africanos, sendo essa última forma de miscigenação citada tida por muitos como sendo a que ocorreu com mais frequência.
Os pardos podem ter os mais variados perfis fenótipos (aparência) e comportamentais. A rigor, o que caracteriza um pardo é, para alguns autores, simplesmente, sua miscigenação. Não há um senso de pertencimento étnico entre os integrantes deste segmento e, geralmente, os pardos se percebem mais como "brasileiros" do que como "mestiços", mas a existência de movimentos próprios organizados mostra que alguns integrantes deste segmento possuem senso de pertencimento a identidade étnica distinta.
Nos últimos anos, diversos estudos publicados no Brasil sobre indicadores socioeconômicos vêm agregando as categorias parda e preta numa categoria única denominada "negra". Essa definição foi incorporada no Estatuto da Igualdade Racial, promulgado em 2010.

#### Brancos
Os brancos autodeclarados compõem cerca de 43,46% da população brasileira, somando cerca de 88 milhões de indivíduos (2022).Estão espalhados por todo o território brasileiro, embora a maior concentração esteja no Sul e Sudeste do Brasil.
Uma pesquisa realizada com mais de 32 milhões de brasileiros, dos quais quase vinte milhões se declaram brancos, perguntou a origem étnica dos participantes de cor ou raça branca. Uma pluralidade apontou origem brasileira (45,53%). 15,72% apontou origem italiana, 14,50% portuguesa, 6,42% espanhola, 5,51% alemã e 12,32% outras origens, que incluem africana, indígena, judaica e árabe[carece de fontes?].
Os números condizem fortemente com o passado imigratório no Brasil. Entre o final do século XIX e início do XX, sobretudo após a Abolição da Escravatura, o Estado brasileiro passou a incentivar a vinda de imigrantes para substituir a mão-de-obra africana. Entre 1870 e 1951, de Portugal e da Itália chegaram números próximos de imigrantes, cerca de 1,5 milhão de italianos e 1,4 milhão de portugueses. Da Espanha chegaram cerca de 650 mil e da Alemanha em torno de 260 mil imigrados. Os números refletem as porcentagens das origens declaradas pelos brancos brasileiros.
É notório, porém, que quase metade dos brancos pesquisados declararam ser de origem brasileira. É explicável pelo fato de a imigração portuguesa no Brasil ser bastante antiga, remontando mais de quinhentos anos, fato que muitos brasileiros brancos desconhecem tais origens por já terem suas famílias enraizadas no Brasil há séculos, assim como por exemplo muitos estadunidenses se declaram americanos, mas sendo de origem inglesa.
Deve ser salientado que as classificações raciais no Brasil são fluídas e influenciadas por diversos fatores. Existe uma histórica tendência ao "branqueamento" na hora de ser classificado racialmente. Desta forma, riqueza, relações de família ou talentos pessoais podem fazer com que pessoas "de cor" sejam classificadas como brancas.
Atualmente, a quantidade de brasileiros que se dizem brancos está em rápido declínio.

#### Pretos

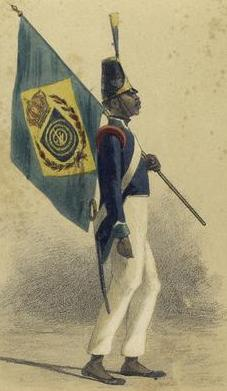
Imagem de um soldado negro no exército imperial do Brasil

Os pretos autodeclarados compõem 10,17% da população brasileira, somando cerca de 15 milhões de indivíduos.Estão espalhados por todo o território brasileiro, embora os maiores números estejam no Nordeste e no Sudeste.
É salientável que nem todos os descendentes de africanos no Brasil classificam-se como "pretos", vez que muitos optam por dizer-se "pardos" ou mesmo "brancos".
A escravidão no Brasil durou cerca de 350 anos e trouxe para o país cerca de 4 milhões de africanos—37% de todos os escravos trazidos às Américas.
Pesquisas genéticas sugeriram que a grande maioria dos brasileiros teriam mais de 10% de marcadores genéticos africanos, mas foram confessados que seus limites de confiança são amplos e foram feitos por extrapolação : "Obviamente estas estimativas foram feitas por extrapolação de resultados experimentais com amostras relativamente pequenas e, consequentemente, têm limites de confiança bastante amplos"

#### Indígenas
Os índios autodeclarados compõem 0,6% da população brasileira, somando cerca de 1,22 milhão de indivíduos. Populações indígenas podem ser encontradas por todo o território brasileiro, embora mais da metade esteja concentrada na Região amazônica do Norte e Centro-Oeste. Consideram-se índios todos os descendentes puros dos povos autóctones do Brasil e/ou que vivem no ambiente cultural tradicional dos mesmos.
Recentes estudos genéticos comprovaram que muitos brasileiros possuem ascendência de povos indígenas extintos há séculos. Os brasileiros que carregam esta carga genética de forma majoritária são predominantes no norte do Brasil. Quando os primeiros portugueses chegaram ao Brasil, em 1500, a população indígena girava em torno de 3 a 5 milhões de indivíduos. Na metade do século XIX, os índios não passavam de 100 mil pessoas e no final do século XX eram cerca de 300 mil. O desaparecimento da população nativa brasileira se deve principalmente a quatro fatores: a dizimação promovida pelos colonizadores, as doenças europeias que se espalharam como epidemias, a miscigenação racial e, principalmente, a perda dos valores e da identidade indígenas ao longo dos séculos.
Hodiernamente, milhões de brasileiros descendem, em diferentes graus, dos povos indígenas. Em uma pesquisa inédita realizada em 2008, o IBGE perguntou a origem familiar de brasileiros de diferentes regiões e 21,4% dos entrevistados declararam descender de índios. É presente em muitas famílias brasileiras o mito da "avó indígena caçada a laço". Antes de adentrar no mito, é necessário fazer uma breve retrospectiva de como se construiu a imagem do índio na sociedade brasileira.

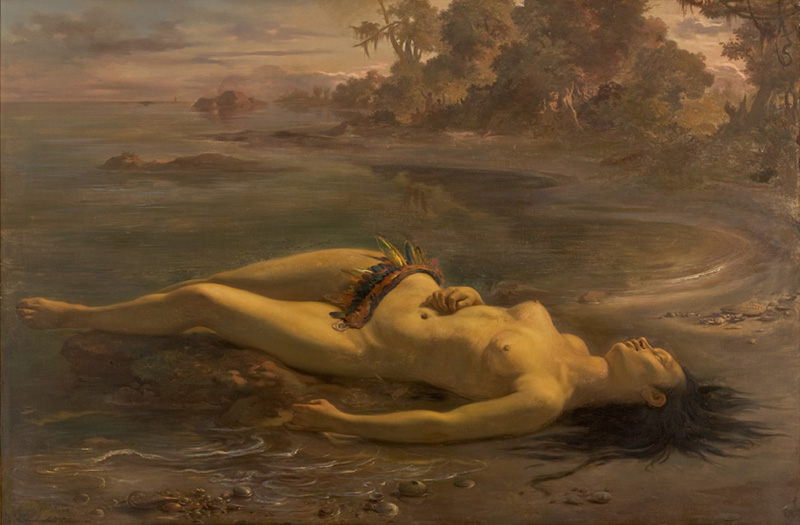
O quadro Moema de Victor Meirelles. A imagem do índio no Brasil foi positivada pelo indianismo.

Até meados do século XIX, o indígena era visto como um ser feroz, traiçoeiro, preguiçoso e estúpido. A figura do índio como um selvagem inumano era usada como forma de justificar seu extermínio e a invasão das suas terras, vez que eles supostamente ameaçavam o progresso do país. Contudo, na segunda metade do século XIX, nasceu o indianismo romântico, presente nas artes plásticas, literárias e cênicas do Brasil até a década de 1930. O romantismo criou uma nova imagem do índio brasileiro, por meio da exaltação da figura mítica do silvícola. Recriou-se a figura do índio, pintando-o como um herói, exaltando sua bravura, beleza e honradez, "despido de roupas, vaidades, ambições, pudores e maldade". Esse exalo fica evidente nas obras de José de Alencar e de Gonçalves Dias. O índio foi alçado à condição de ancestral ideal do povo brasileiro, ao mesmo tempo em que se negava a herança colonial portuguesa e, sobretudo, a origem africana dos brasileiros.
Portanto, criou-se no Brasil uma imagem dual do índio. Os brasileiros que viviam no interior, tendo contato direto com os índios e interesse nas suas terras, permaneceram vendo-os como selvagens sanguinários. Essa imagem era conveniente, uma vez que servia como desculpa para que fossem eliminados. Por outro lado, a crescente população citadina, distante histórica e geograficamente dos índios, já não aceitava o tratamento dado a eles nas zonas de expansão de fronteira. Para essa população, o índio é visto a partir do indianismo romântico das obras de Alencar ou Gonçalves Dias.
No pensamento racial brasileiro, é aceitável ter antepassados indígenas, desde que tenham passado por um processo de "branqueamento". Nas mais populares obras indianistas, os índios morrem ou desaparecem no final do livro, após aceitarem se submeter ao colonizador europeu, por quem se apaixonam e por quem sacrificam a vida. Ou seja, o índio era mitificado, desde que se submetesse ao branco, aceitando a sua "superioridade". Daí a origem do mito da "avó indígena caçada a laço" presente em tantas famílias brasileiras. A "corajosa" antepassada indígena só se rendeu ao homem branco após ser presa no laço. Em seguida, ela se casa com ele, mantendo-se fiel ao seu senhor até o fim da vida.

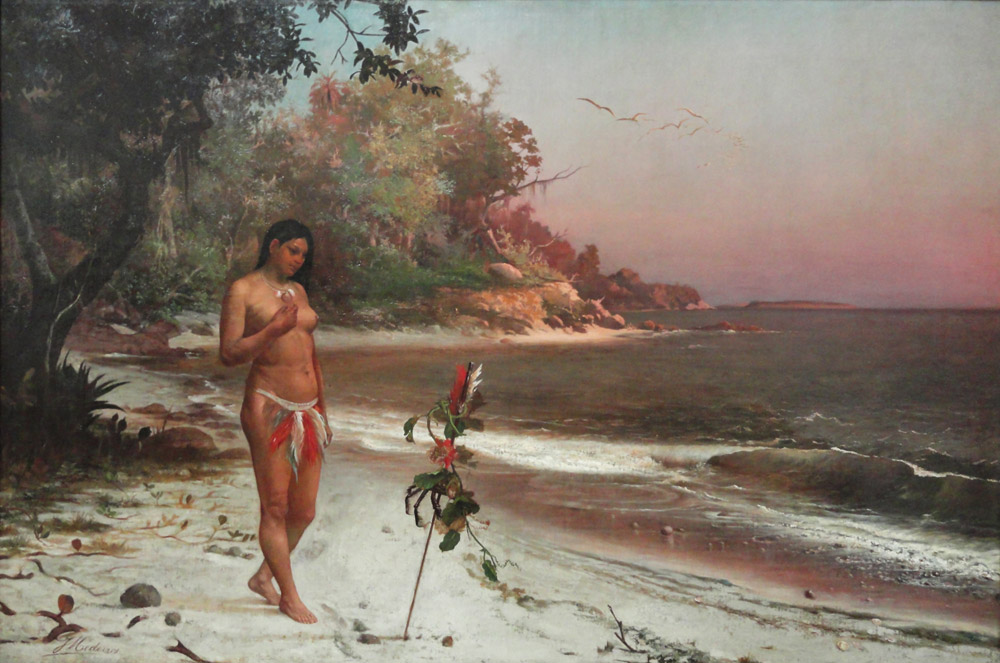
Iracema (1884), por José Maria de Medeiros. A imagem é mais um exemplo do indianismo

Na construção do pensamento racial brasileiro, o branco europeu sempre foi considerado superior aos índios e, sobretudo, aos negros. Em consequência, ainda hoje, muitos brasileiros fazem questão de destacar a sua origem europeia. Todavia, na ausência de um sobrenome estrangeiro (sobrenome não português, pois este também não é valorizado) ou de traços físicos europeus, os brasileiros recorrem a uma ascendência indígena. Outrossim, a pele escura é antes herança indígena do que negra, pois para muitos é menos vergonhoso descender de índios do que de negros. Isto porque a imagem do negro não foi revitalizada pelo romantismo, muito pelo contrário, os negros ainda são associados com aspectos pouco abonadores, como a marginalidade e a criminalidade. Em consequência, para muitos brasileiros, se não é possível ser branco, é melhor ser índio que negro. O Brasil contrasta com outros países da América Latina onde a presença negra é inexistente ou residual. Nesses países, o vergonhoso é ser descendente de índios, pois os estigmas sociais recaem sobre eles.
De qualquer maneira, o mito da avó índia caçada e laçada possui fundo histórico verídico. No século XIX, após aldeias indígenas serem atacadas e a maior parte dos seus membros exterminados, alguns meninos e meninas indígenas eram capturados e entregues a famílias "brancas". Eles serviam como criados, exercendo diversas tarefas, sem ser remunerados, trabalhando numa espécie de servidão.

#### Amarelos
No censo demográfico do Brasil de 2022 cerca de 850 mil indivíduos se declararam amarelos (0,42%). Estão concentrados em dois estados brasileiros: São Paulo e Paraná, embora populações menores estejam espalhadas por todo o território brasileiro.
A categoria amarela é reservada para as pessoas de origem oriental. Contudo, no censo de 2010 do IBGE, sobretudo no Piauí, muitas pessoas que não têm qualquer origem oriental classificaram-se como "amarelas" no censo. Isso inflacionou o número real de orientais que vivem no Brasil.
A grande maioria dos amarelos brasileiros são descendentes de japoneses que imigraram para o Brasil entre 1908 e 1960, devido a problemas econômicos. O Brasil abriga hoje a maior comunidade japonesa fora do Japão. Outros grupos amarelos em fase de crescimento rápido, são os chineses e coreanos que atualmente integram o comércio nas capitais.

## Miscigenação e genes

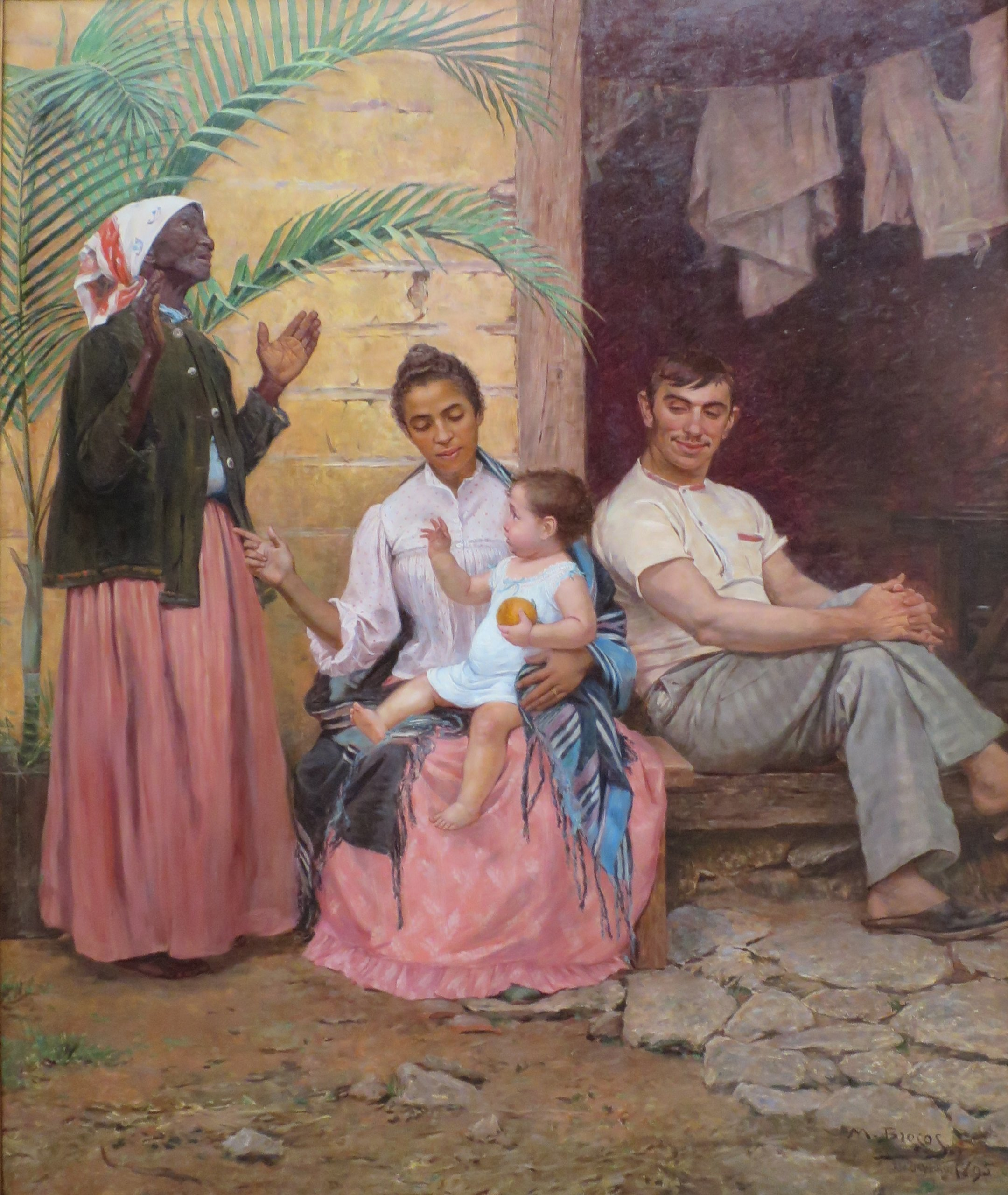
Quadro "Redenção do Can" (1895, avó negra, mãe mulata, esposo e filho brancos). Para o governo da época, a cada geração o brasileiro ficaria mais branco.

Poucos países no mundo tiveram a rica interação de diferentes raças e etnias como ocorreu no Brasil. Desde a chegada dos primeiros colonos portugueses assistiu-se à miscigenação em massa com os índios. Décadas depois, com a chegada de negros  escravizados, formou-se uma população trí-híbrida.
Os portugueses já trouxeram para o Brasil séculos de integração genética e cultural de povos europeus, como os celtas e os lusitanos. Embora os portugueses sejam basicamente uma população europeia, 7 séculos de convivência com mouros do norte de África e com judeus deixaram um importante legado a este povo. Um curioso estudo recente aponta que entre 25 e 30% dos primeiros colonos portugueses no Brasil eram, de fato, de origem judaica.
Os índios brasileiros não apresentavam relevantes diferenças genéticas entre si: seriam todos descendentes do primeiro grupo de caçadores asiáticos que chegaram às Américas, há 60 mil anos. Porém, culturalmente falando, os aborígenes brasileiros estavam inseridos numa diversidade de nações com línguas e costumes distintos. A chegada dos colonos portugueses, homens em sua maioria, culminou em relações e concubinatos com as índias.
O projeto The Trans-Atlantic Slave Trade Database estimou que, durante o tráfico negreiro, desembarcaram no Brasil 5.099.816 africanos. Os escravos africanos trazidos ao Brasil pertenciam a um leque enorme de etnias e nações. Cerca de 68% dos escravos desembarcados no Brasil eram provenientes do Centro-Oeste africano. Atualmente, situam-se nessa região os Estados de Angola, República do Congo e República Democrática do Congo. 17,8% eram provenientes do Golfo do Benin, onde atualmente ficam a parte leste da Nigéria, Camarões, Guiné Equatorial e Gabão. Alguns escravos do Golfo do Benin eram islâmicos e alfabetizados em árabe e já traziam para o Brasil uma rica bagagem cultural. Muitos africanos miscigenaram-se com os portugueses e índios, formando a raiz étnica do povo brasileiro.
A tentativa do governo brasileiro em "branquear" a população marcou o século XIX. O governo libertou os descendentes de africanos, mas não deu assistência social aos ex-escravos, que foram abandonados à própria sorte. O escravo seria substituído pelo imigrante europeu: entre 1870 e 1953, entraram no Brasil cerca de 5,5 milhões de imigrantes, dentre os quais havia uma maioria de italianos e portugueses, os preferidos do governo, por serem brancos e latinos.
O governo brasileiro ambicionava que os imigrantes se casassem com mestiços e negros, para diluir a raça negra na população brasileira. A famosa pintura "Redenção do Can", feita em 1895 por Modesto Brocos y Gómez, sintetiza a ideia pairante na época: através da miscigenação, os brasileiros ficariam a cada geração mais brancos.
A entrada em massa de imigrantes europeus no Sul e Sudeste do Brasil mudou relativamente a demografia do País. Em poucas décadas verificou-se que a população de origem "negra e mestiça" foi superada pela população "branca". O casamento entre imigrantes europeus e brasileiros apenas alterou o fenótipo. Geneticamente, a população brasileira continua mestiça.
No último censo demográfico (2010), 47,5% da população brasileira foi classificada como branca, 43,4% como parda e 7,5% como preta.

### Perfil genético da população brasileira
A ancestralidade europeia predomina na população brasileira como um todo, em todas as regiões do Brasil, de acordo com a grande maioria de todos os estudos autossômicos realizados cobrindo toda a população, representando de 62% a 77% da ancestralidade da população brasileira. O predomínio da ancestralidade europeia entre os brasileiros é explicado pela constante chegada de colonos portugueses, desde 1500, que se multiplicaram rapidamente sobretudo por meio da miscigenação com mulheres indígenas e africanas, e essa colonização influenciou decisivamente a composição genética do brasileiro atual. Entre 1872 e 1972, entraram no Brasil mais de 5 milhões de imigrantes, 70% de Portugal e da Itália e o restante sobretudo da Espanha e Alemanha. Esses imigrantes instalaram-se sobretudo nas regiões Sul e Sudeste e estudos genéticos mostram que essas são as regiões com maior genética europeia no país.
A chegada dos portugueses ao atual território brasileiro levou à redução da população indígena, em decorrência sobretudo da contaminação por vírus e bactérias aos quais os índios não tinham imunidade. Porém, desde o início da colonização, houve a miscigenação entre homens portugueses e mulheres indígenas, por meio da prática do cunhadismo, uma antiga prática indígena de incorporar estranhos à sua comunidade, por meio da entrega de moças indígenas como esposas. Hoje em dia, a maioria dos brasileiros tem alguma ancestralidade indígena, embora reduzida em comparação com outros países da América Latina. Essa ancestralidade indígena é mais forte nos estados amazônicos da Região Norte, mas está presente em todas as demais regiões do país.
Aproximadamente 4 milhões de africanos subsaarianos foram trazidos para o Brasil como escravos, no decorrer de três séculos. Muito embora tenha sido grande o número de escravos trazidos para o Brasil, o crescimento interno da população negra foi muito lento. No Brasil, não se incentivava a procriação dos escravos, porquanto era mais barato trazer novos escravos (baixo custo na África e grande elasticidade de oferta) do que criar crianças escravas até a adolescência (despesas com habitação, alimentação, vestuário, remédio etc). Ademais, os escravos no Brasil tinham uma expectativa de vida muito baixa, e mesmo os negros livres tinham um crescimento demográfico comparativamente inferior. Atualmente, a ancestralidade africana está presente em todas as regiões brasileiras, com variações regionais de intensidade. A ancestralidade africana é inferior à europeia, mas superior à indígena, na maioria dos estados.
Cada brasileiro possui uma proporção singular de ancestrais ameríndios, europeus ou africanos em seu genoma, uma vez que o nível de mistura varia de indivíduo para indivíduo muito mais do que de região para região.

### Ancestralidade genética

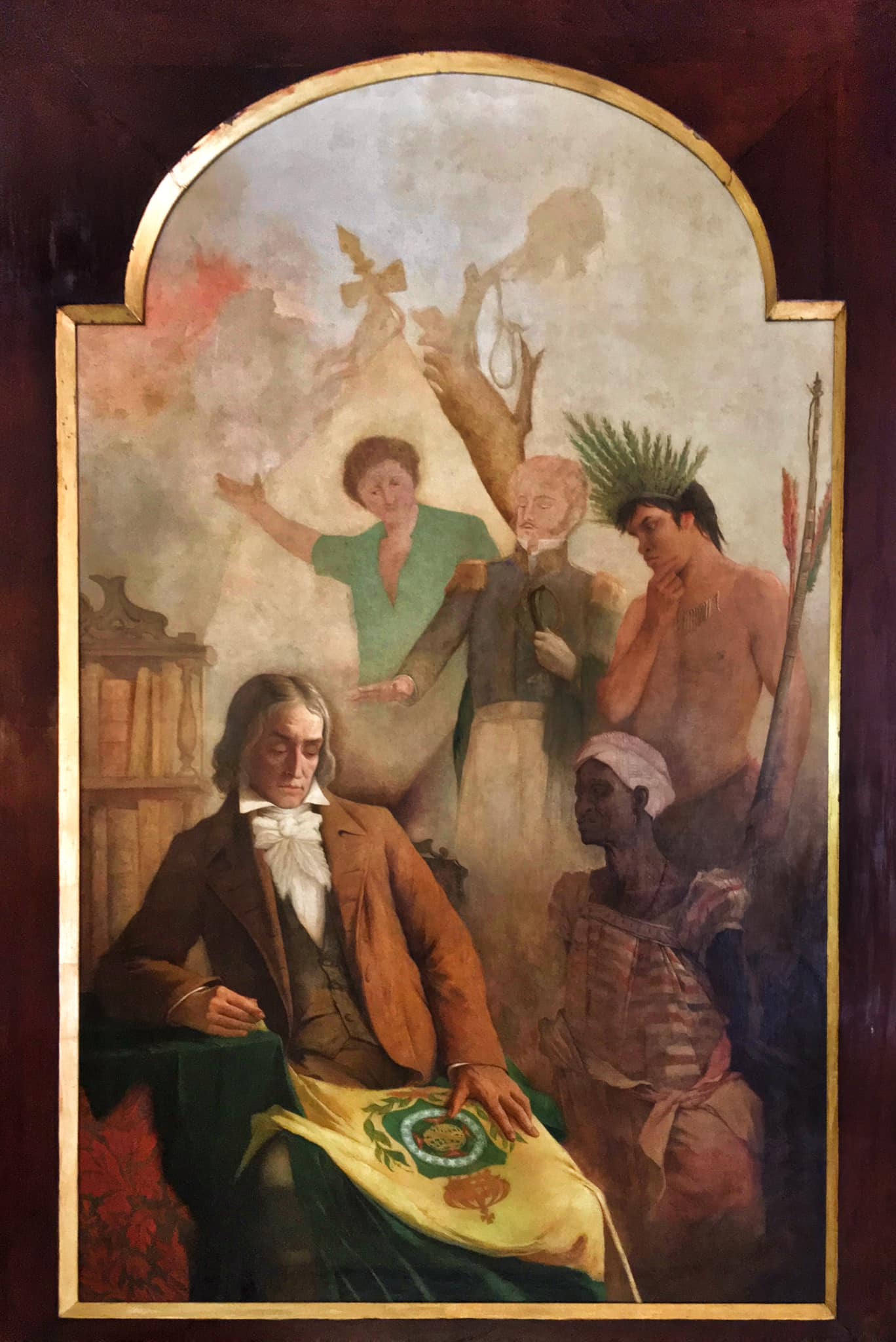
Pintura "A Fundação da Pátria Brasileira", de Eduardo de Sá, 1899

Pesquisas mostram que milhões de brasileiros carregam em seu DNA o material genético de povos indígenas. A população brasileira é bastante heterogênea, portanto o grau de ancestralidade indígena varia de pessoa para pessoa e também geograficamente. De maneira geral, as pesquisas mostram que os brasileiros apresentam alto grau de ancestralidade europeia do lado paterno, enquanto as ancestralidades ameríndias e africanas predominam do lado materno. Isso reflete a característica da colonização portuguesa, na qual a maioria dos colonizadores eram homens, gerando um padrão sexual de miscigenação entre homem europeus e mulheres indígenas e africanas.
Em uma dessas pesquisas, foi analisada a origem ancestral dos haplogrupos de uma amostra de brasileiros brancos. O cromossomo Y e o DNA mitocondrial são passados de geração em geração, o primeiro pelo homem e o segundo pela mulher. Por meio deles, é possível saber a origem geográfica de dois antepassados longínquos, um do lado paterno e outro do lado materno. Segundo o resultado, 33% dos brasileiros brancos, da classe média, descendem de uma ancestral indígena pela linhagem materna. Nenhum deles descende de índios pela linhagem paterna. Isso mostra que o homem indígena deixou poucos descendentes no Brasil, enquanto a mulher indígena foi importante na formação da população brasileira:
| Origem do haplogrupo de brasileiros brancos | Brasil | Norte | Nordeste | Sudeste | Sul |
| Ameríndia                                   | 33%    | 54%   | 22%      | 33%     | 22% |
| Africana                                    | 28%    | 15%   | 44%      | 34%     | 12% |
| Europeia                                    | 39%    | 31%   | 34%      | 31%     | 66% |

Por outro lado, por meio do DNA autossômico, é possível estimar a porcentagem de contribuição de cada componente ancestral para a genética do indivíduo. Os brasileiros, de maneira geral, apresentam ancestralidade europeia, africana e indígena. Segundo a maioria dos estudos, a ancestralidade europeia é a maior, seguida pela africana e por último a ameríndia, em todas as regiões do Brasil. A única exceção é a região Norte, onde a contribuição indígena é maior que a africana, mas menor que a europeia. E, obviamente, nas comunidades indígenas, a ancestralidade ameríndia é a maior de todas.
Um estudo analisou o DNA autossômico de habitantes de diferentes partes do Brasil. Segunda essa pesquisa, os brasileiros, brancos, pardos ou negros, apresentam um grau uniforme de ancestralidade indígena, normalmente abaixo dos 20%. Existe, contudo, discrepância regional. Enquanto na amostra de Manaus, capital no Amazonas, 37,8% da ancestralidade da população é indígena, em Santa Catarina é de apenas 8,9%.
| Porcentagem da contribuição de cada origem para a população brasileira | Porcentagem da contribuição de cada origem para a população brasileira | Porcentagem da contribuição de cada origem para a população brasileira | Porcentagem da contribuição de cada origem para a população brasileira |
| Cidade ou estado                                                       | Africana                                                               | Europeia                                                               | Ameríndia                                                              |
| ---------------------------------------------------------------------- | ---------------------------------------------------------------------- | ---------------------------------------------------------------------- | ---------------------------------------------------------------------- |
| Manaus, Amazonas                                                       | 16,3%                                                                  | 45,9%                                                                  | 37,8%                                                                  |
| Belém, Pará                                                            | 16,8%                                                                  | 53,7%                                                                  | 29,5%                                                                  |
| Pernambuco                                                             | 27,9%                                                                  | 56,8%                                                                  | 15,3%                                                                  |
| Alagoas                                                                | 26,6%                                                                  | 54,7%                                                                  | 18,7%                                                                  |
| Minas Gerais                                                           | 28,9%                                                                  | 59,2%                                                                  | 11,9%                                                                  |
| Espírito Santo                                                         | 24,2%                                                                  | 74,1%                                                                  | 13,4%                                                                  |
| Rio de Janeiro                                                         | 31,1%                                                                  | 55,2%                                                                  | 13,7%                                                                  |
| São Paulo                                                              | 25,5%                                                                  | 62,9%                                                                  | 11,6%                                                                  |
| Paraná                                                                 | 17,5%                                                                  | 71,0%                                                                  | 11,5%                                                                  |
| Santa Catarina                                                         | 11,4%                                                                  | 79,7%                                                                  | 8,9%                                                                   |
| Rio Grande do Sul                                                      | 14,0%                                                                  | 72,9%                                                                  | 13,0%                                                                  |

De acordo com um estudo genético de 2005, em São Luís a ancestralidade europeia atinge 42 por cento; a indígena, 39 por cento; e a africana, 19 por cento.

### Comunidades isoladas
Estudos genéticos de ancestralidade têm revelado o grau de miscigenação de comunidades isoladas do Brasil, seja de comunidades indígenas, remanescentes de quilombos ou comunidades fundadas por imigrantes europeus.
Estudos genéticos realizados em quilombos (comunidades formadas por descendentes de escravos) têm revelado que a ancestralidade africana predomina na maioria deles, embora seja bem significativo a presença de elementos de origem europeia e indígena nessas comunidades. Isso mostra que os quilombos não foram povoados apenas por africanos, mas também por pessoas de origem europeia e indígena que foram integradas nessas comunidades. Os estudos mostram que a ancestralidade dos quilombolas é bastante heterogênea, chegando a ser quase que exclusivamente africana em alguns, como no quilombo de Valongo, no Sul, enquanto em outros a ancestralidade indígena e europeia é acentuada, como no caso dos quilombos de Cametá no Norte, do Cajueiro e do Mocambo no Nordeste.
| Ancestralidade genética de habitantes de quilombos | Ancestralidade genética de habitantes de quilombos | Ancestralidade genética de habitantes de quilombos | Ancestralidade genética de habitantes de quilombos |
| Nome do quilombo                                   | Africana                                           | Europeia                                           | Indígena                                           |
| -------------------------------------------------- | -------------------------------------------------- | -------------------------------------------------- | -------------------------------------------------- |
| Cametá (Norte)                                     | 48%                                                | 17,9%                                              | 34,1%                                              |
| Cajueiro (Nordeste)                                | 67,4%                                              | 32,6%                                              | 0%                                                 |
| Curiaú (Norte)                                     | 73,6%                                              | 26,4%                                              | 0%                                                 |
| Paredão (Sul)                                      | 79,1%                                              | 2,8%                                               | 18,1%                                              |
| Trombetas (Norte)                                  | 62%                                                | 27%                                                | 11%                                                |
| Valongo (Sul)                                      | 97,3%                                              | 2,7%                                               | 0%                                                 |
| Mimbó (Nordeste)                                   | 61%                                                | 17%                                                | 22%                                                |
| Sítio Velho (Nordeste)                             | 72%                                                | 12%                                                | 16%                                                |

Nas comunidades indígenas isoladas, o grau de miscigenação é pequeno e varia de etnia para etnia. Em algumas, simplesmente não há miscigenação, enquanto noutras há, porém bem pequenas:
| Grau de miscigenação em comunidades indígenas isoladas | Grau de miscigenação em comunidades indígenas isoladas | Grau de miscigenação em comunidades indígenas isoladas | Grau de miscigenação em comunidades indígenas isoladas |
| Etnia                                                  | Indígena                                               | Europeia ou Africana                                   |                                                        |
| ------------------------------------------------------ | ------------------------------------------------------ | ------------------------------------------------------ | ------------------------------------------------------ |
| Caingang                                               | 91%                                                    | 9%                                                     |                                                        |
| Parakanã                                               | 99%                                                    | 1%                                                     |                                                        |
| Gavião                                                 | 96%                                                    | 4%                                                     |                                                        |
| Zoró                                                   | 100%                                                   | 0%                                                     |                                                        |

Em comunidades isoladas de Santa Catarina fundadas por colonos dos Açores (arquipélago português) na segunda metade do século XVIII, a ascendência europeia ainda predomina, mas elementos de origem africana e indígena também penetraram essas comunidades e se misturaram aos locais. Um estudo genético realizado em Costa da Lagoa e em São João do Rio Vermelho, ambas comunidades isoladas de Santa Catarina fundadas por colonos açorianos, revelou que a ancestralidade dessas comunidades continua predominantemente europeia (de 80,6% a 93,5%), mas não é exclusivamente açoriana, pois foi detectada considerável mistura africana (12,6% a 4,1%) e indígena (de 6,8% a 2,4%) nos seus habitantes.

### Resultados de estudos genéticos

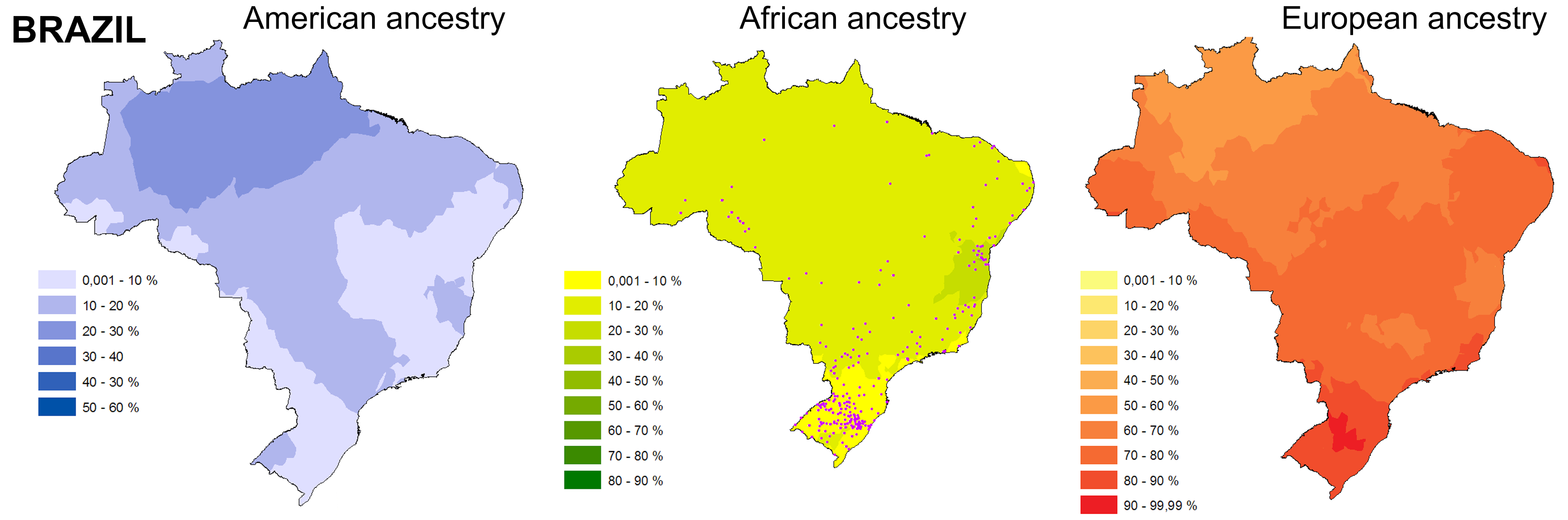
Mapas do Brasil, mostrando a distribuição das ancestralidades americana, africana e europeia no país. A ancestralidade americana/indígena alcança seu máximo no centro-norte da Região Norte (30-40%); a africana seu máximo na região da Bahia (30-40%) e a europeia seu máximo na área central da Região Sul (90-99,9%).

Um estudo genético autossômico, levado a cabo pelo geneticista brasileiro Sérgio Pena, em 2011, e contando com aproximadamente 1 000 amostras de todas as regiões do país, "negros", "pardos" e "brancos" (de acordo com suas respectivas proporções na população brasileira), concluiu que: "Em todas as regiões estudadas, a ancestralidade europeia foi a predominante, com proporções variando de 60,60% no Nordeste a 77,70% no Sul do país". A ancestralidade africana encontra-se presente em grau alto em todas as regiões do Brasil. E a indígena, em grau menor, também encontra-se presente em todas as regiões do Brasil. Os "negros" possuem significativo grau de ancestralidade europeia e, em menor grau, ancestralidade indígena. Esse estudo foi realizado com base em doadores de sangue, sendo que a maior parte dos doadores de sangue no Brasil vêm das classes mais baixas (além de enfermeiros e demais pessoas que laboram em entidades de saúde pública, representando bem, assim, a população brasileira).
Um estudo genético de 2015, o qual também analisou dados de 25 estudos de 38 diferentes populações brasileiras concluiu que: a ancestralidade europeia é a qual mais contribuiu para a ancestralidade dos brasileiros, seguida da ancestralidade africana, e ameríndia. O percentual encontrado foi: 62% de contribuição europeia, 21% africana e 17% indígena. A região sul tem o maior percentual de ancestralidade europeia (77%). A região nordeste tem o maior percentual de contribuição africana (27%). E a região norte tem o maior percentual de contribuição indígena (32%).
| Ancestralidade genética dos brasileiros, por região | Ancestralidade genética dos brasileiros, por região | Ancestralidade genética dos brasileiros, por região | Ancestralidade genética dos brasileiros, por região |
| Região                                              | Europeia                                            | Africana                                            | Indígena                                            |
| --------------------------------------------------- | --------------------------------------------------- | --------------------------------------------------- | --------------------------------------------------- |
| Região Norte                                        | 51%                                                 | 16%                                                 | 32%                                                 |
| Região Nordeste                                     | 58%                                                 | 27%                                                 | 15%                                                 |
| Região Centro-Oeste                                 | 64%                                                 | 23%                                                 | 12%                                                 |
| Região Sudeste                                      | 67%                                                 | 25%                                                 | 10%                                                 |
| Região Sul                                          | 78%                                                 | 12%                                                 | 11%                                                 |
| Brasil                                              | 62%                                                 | 21%                                                 | 17%                                                 |

De acordo com um estudo autossômico realizado em 2008, pela UnB, a população brasileira é formada pelos componentes Europeu, Africano, e Indígena, com as seguintes proporções: 65,90% de contribuição europeia, 24,80% de contribuição africana e 9,30% de contribuição indígena.
Segundo um estudo genético autossômico de 2010, a herança europeia seria dominante entre os brasileiros, por volta de 80% do patrimônio genético da população (chegando a 90% na região sul do país). Esse estudo se refere à população brasileira como um todo: "Um novo retrato das contribuições de cada etnia para o DNA dos brasileiros, obtido com amostras das cinco regiões do país, indica que, em média, ancestrais europeus respondem por quase 80% da herança genética da população. A variação entre regiões é pequena, com a possível exceção do Sul, onde a contribuição europeia chega perto dos 90%. Os resultados, publicados na revista científica "American Journal of Human Biology" por uma equipe da Universidade Católica de Brasília, dão mais peso a resultados anteriores, os quais também mostravam que, no Brasil, indicadores de aparência física como cor da pele, dos olhos e dos cabelos têm relativamente pouca relação com a ascendência de cada pessoa. Esse estudo foi realizado com base em amostras de testes de paternidade gratuitos, conforme exposto pelos pesquisadores: "os teste de paternidade foram gratuitos, as amostras da população envolvem pessoas de variável perfil socioeconômico, embora provavelmente com um viés em direção ao grupo dos 'pardos'".
Outro estudo genético autossômico recente, de 2009, também indica que a ancestralidade europeia é mais importante, seguida da africana, e depois da ameríndia. "Todas as amostras (regiões) encontram-se mais perto dos europeus do que dos africanos ou dos mestiços do México", do ponto de vista genético.
Um diferente estudo genético também demonstrou que a ancestralidade europeia é a que responde pela maior parte da herança da população, seguida pela africana e pela ameríndia. De acordo com esse estudo, a herança europeia responde por 65,90% da ancestralidade dos Brasileiros, a africana 24,80% e a indígena 9,3%. A região com maior contribuição africana seria o Sudeste, com 32%, seguido pelo Nordeste, com 23,4%. A região com maior contribuição indígena seria o Norte, com 18,1%, seguido pelo Centro-Oeste, com 12%. A região com maior contribuição europeia seria o Sul, com 81,5%, seguido pelo Nordeste, com 66,7%. Em todas as regiões o componente Europeu é o principal: no Sul 81,50%, no Nordeste 66,70%, no Centro-Oeste 66,30%, no Norte 60,60% e no Sudeste 60,70%.
Um estudo genético de 2013, com base em populações urbanas de várias partes do Brasil, chegou à seguinte conclusão: "seguindo um gradiente Norte-Sul, a ancestralidade europeia foi a principal em todas as população urbanas (com valores até 74%). As populações do Norte têm proporção significativa de ancestralidade indígena que é duas vezes maior do que a contribuição africana. No Nordeste, Centro-Oeste e Sudeste, a ancestralidade africana foi a segunda mais importante. Todas as populações estudadas são no geral miscigenadas, sendo a variação maior entre indivíduos do que entre populações".
Na obra Casa-Grande e Senzala, escrevera o antropólogo Gilberto Freyre:
| “ | Todo brasileiro, mesmo o alvo, de cabelo louro, traz na alma, quando não na alma e no corpo, a sombra, ou pelo menos a pinta, do indígena e/ou do negro. | ” |

## Percepção racial dos brasileiros
Uma pesquisa realizada pelo IBGE em 2008 analisou a percepção racial dos brasileiros. A pesquisa contou com a participação de 15 mil famílias distribuídas em diferentes estados. Os dados mostraram que apenas 7,8% dos entrevistados afirmaram de forma espontânea que a sua cor ou raça é "negra" ou "preta". Curiosamente, 11,8% dos entrevistados disseram que a origem da sua família é "africana", embora 25,1% reconheceram-se como "afrodescendentes" e 27,8% como "negros" quando essas opções lhes foram apresentadas, denotando uma contradição entre as respostas. Porém, quando a opção "afrodescendente" foi apresentada, 21,5% dos entrevistados se identificaram como tal.

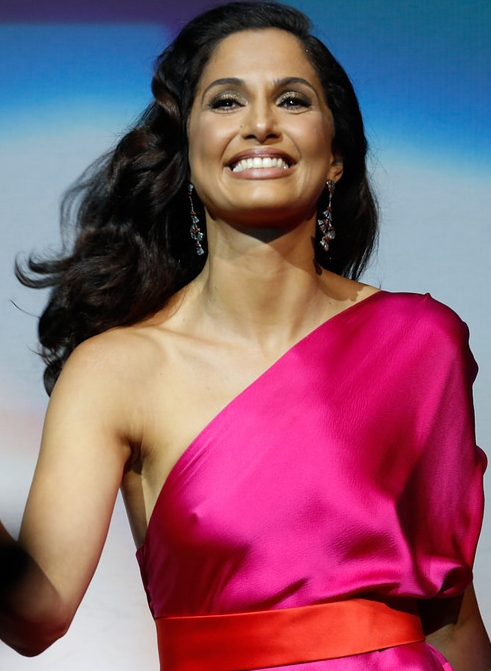
A atriz Camila Pitanga autodeclara-se negra, mas apenas 27% dos brasileiros a consideram como tal, segundo pesquisa do Datafolha.

Mais brasileiros reconheceram ter uma ancestralidade europeia (43,5%) ou indígena (21,4%) do que africana (11,8%). É salientável que, após a independência do Brasil, as elites nacionais iniciaram a construção das bases do Estado Nacional. Nesse contexto, o índio, embora tenha sido combatido no passado e ainda o era, foi alçado à condição de "símbolo da nacionalidade brasileira", numa busca da afirmação de uma identidade nacional nova que se formava após a separação de Portugal. A literatura brasileira pós-independência foi marcada por representações exaltadas e épicas do índio, como um símbolo nacionalista. O negro, por sua vez, nunca foi prestigiado, pois sua condição de escravo não era compatível com uma representação épica da nacionalidade brasileira que se tentava construir. O europeu, por sua vez, sempre foi considerado superior ao índio e ao negro. Antes da independência, o colonizador português era o símbolo da "pureza racial". Após a independência, a construção da identidade branca no Brasil passou a abarcar os mestiços e mulatos mais claros que podiam exibir os símbolos da "europeidade": formação cristã e domínio das letras. Assim, no Brasil, quem sofre inteiramente a discriminação e o preconceito são as pessoas que têm a pele realmente escura. Sobre essa população recai todo o tipo de estereótipo, dos papéis sociais, das oportunidades de emprego e do estilo de vida. A ideia do "embranquecimento" da população, por meio do qual a população negra seria absorvida pela branca, passava pela concordância das pessoas de cor em renegar a sua ancestralidade.
Sobre o grupo "negro", ou seja, pessoas com pele realmente escura, recaem todos os tipos de estereótipos negativos e problemas de integração sócio-econômica. No Brasil, o racismo nunca foi institucionalizado, como nos Estados Unidos ou na África do Sul, mas a sociedade brasileira criou mecanismos de exclusão social dos elementos de pele mais escura da sociedade. Florestan Fernandes denominou esse fenômeno de "metamorfose do escravo", no qual os termos "preto" e "negro" eram empregados para classificar a subclasse de brasileiros marcada pela subalternidade. Nesse contexto, a cidadania, pelo menos do ponto de vista formal, era estendida a quem escapasse dessa classe, incluindo aí grande número de mestiços e mulatos que, por terem a pele mais clara, conseguiam se integrar na "classe branca". No Brasil, a população "branca" sempre incluiu grande número de mestiços e mulatos de pele mais clara que, por serem educados e por terem absorvido uma "tradição cristã", nela se integrava. Isso contrastava com  os Estados Unidos, onde a "cidadania branca" era exclusiva para pessoas de extirpe exclusivamente europeia. Assim, no Brasil, a cidadania era estendida a pessoas dependendo do seu tom de pele mais claro e do seu grau de instrução, enquanto que aqueles elementos mais escuros da sociedade tinham seus direitos muitas vezes ignorados, não cumpridos e limitados pela pobreza e violência cotidiana.
Nessa pesquisa, 21,7% dos entrevistados se disseram "morenos" e 13,6% como "pardos", enquanto que 49% disseram ser "brancos", 1,5% "amarelos", enquanto que o resto disse outras denominações, como "brasileiro", "mulato", "mestiço", "claro", "alemão", "italiano", "indígena", entre outras.
Apenas 39,5% dos negros e 31,3% dos pretos afirmaram como sendo "africana" a sua ancestralidade, enquanto que 63,8% dos brancos afirmaram ser de origem "europeia" e 86,7% dos índios apontaram ancestralidade indígena. A identificação dos brasileiros com uma ancestralidade africana é, portanto, bastante débil.
Apenas 5,7% dos brancos, 11% dos morenos, 18,6% dos pardos e 17,1% dos indígenas disseram ter ancestralidade africana. Por outro lado, 21,1% dos morenos, 27,4% dos pardos, 18,1% dos negros, 15,9% dos pretos e 22,8% dos indígenas disseram ter ancestralidade europeia. Na Paraíba, por exemplo, apenas 2,3% das pessoas que se disseram de origem europeia foram classificadas como "brancas". O resto estava em categorias não brancas, como morenos, pardos, negros, pretos, amarelos ou indígenas. Notável que, na Paraíba, toda a população classificada como indígena disse ter ancestralidade europeia.
De acordo com a pesquisa, para definir a sua própria raça, os brasileiros levam em conta a cor da pele (73,8%) e a origem familiar (61,6%), além dos traços físicos (cabelo, boca, nariz), citados por 53,5%. Para 24,9%, também contam a cultura e a tradição na hora de classificar, a origem econômica ou classe social (13,5%) e a opção política e ideológica (2,9%). 96% dos entrevistados disseram que sabem dizer qual é a sua raça, o que derruba o mito de que no Brasil muitas pessoas não enxergam o conceito de raça. A pesquisa também derrubou o mito de que os brasileiros usam dezenas de classificações raciais, pois quase todos os entrevistados usaram apenas sete classificações (branca, preta, parda, amarela, indígena, morena e negra).
Mais da metade dos entrevistados (63,7%) disseram que a cor ou a raça influenciam a vida dos brasileiros. 71% dos entrevistados disseram que a cor ou a raça influenciam no "trabalho". Em segundo lugar aparece a “relação com justiça/polícia”, citada por 68,3% dos entrevistados, seguida por “convívio social” (65%), “escola” (59,3%) e “repartições públicas” (51,3%).

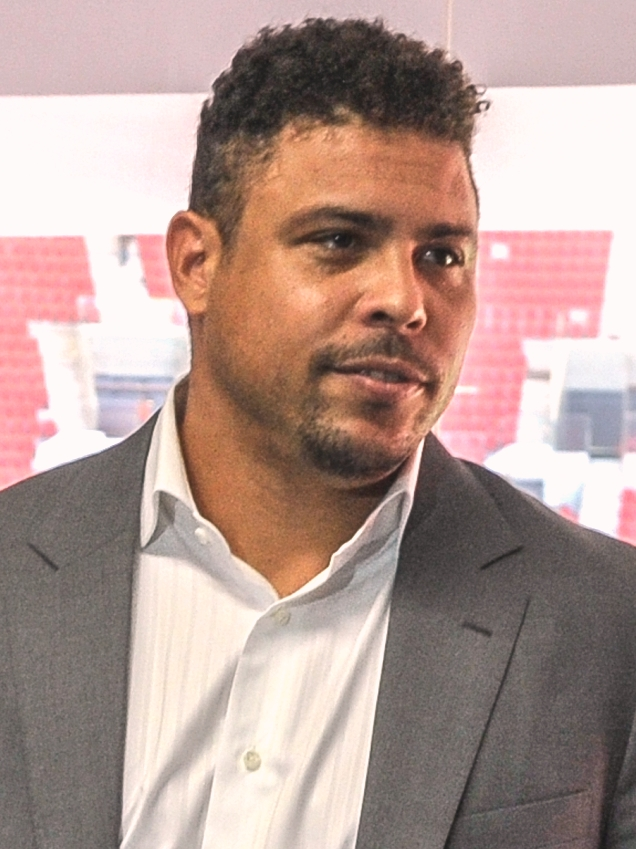
O futebolista Ronaldo autodeclara-se branco, mas 64% dos brasileiros o consideram preto ou pardo, segundo pesquisa do Datafolha.

A pesquisa mostrou que quanto mais jovem, mais bem remunerado e mais bem educado é o brasileiro, mas ele se mostra perceptível à influência da raça na sociedade. 67,2% dos entrevistados entre 15 e 24 anos disseram que a raça influencia a vida dos brasileiros, enquanto apenas 53,7% das pessoas com 60 anos ou mais deram a mesma resposta. 77,4% daqueles que ganham mais de quatro salários mínimos disseram perceber a influência da raça, porcentagem que cai para 57,9% para os que ganham até metade de um salário mínimo. Dos entrevistados que tinham 12 anos ou mais de estudos, 75,3% declararam perceber a influência da raça, enquanto que apenas 51,2% dos que tinham até quatro anos de estudos deram a mesma resposta. Também existem diferenças regionais: enquanto no Distrito Federal somente 22,7% das pessoas disseram que a raça não influencia a vida dos brasileiros, no estado do Amazonas a porcentagem sobe para 38,6%. Quanto ao gênero, 60,2% das mulheres acreditam que a raça influencia a vida dos brasileiros, número que sobe para 66,8% entre os homens.
No Brasil, a raça é frequentemente “algo passageiro”, ou “raça social”, na expressão encontrada por Valle e Silva para explicar o uso travesso da cor e entender o “efeito branqueamento” que há no País. Há, portanto, uma discrepância entre a cor atribuída e a cor autopercebida, que estariam relacionadas com a própria situação sócio-econômica dos indivíduos. O modelo do branqueamento faz com que a raça no Brasil se apresente como uma situação passageira e volúvel, em que se pode “empretecer” ou “embranquecer” à medida que a situação econômica se altera. A identificação racial varia de indivíduo para indivíduo, dependendo do lugar, do tempo e do próprio observador. Quanto mais claro é aquele que pergunta, mais “escura” pode ser a resposta, e vice-versa. O mesmo entrevistado formulará diferentes respostas sobre sua raça tendo em mente a cor ou posição social e cultural da pessoa que formula a pergunta. A subjetividade na classificação é generalizada, quase sempre tendente a um “branqueamento”, na qual se distingue “raça oficial” e “raça social”. A “linha de cor” no Brasil é um atributo da intimidade, volúvel, portanto. Em decorrência, os dados estatísticos dos censos brasileiros se mostram irreais ou dificilmente interpretados, tendentes a uma “inflação branca”, mascarando a realidade. Não surpreende que, antes do censo de 1991, o IBASE (Instituto Brasileiro de Análise Social e Econômica) veiculou na mídia a mensagem “Não deixe sua cor passar em branco: responda com bom “censo”. A mesma estratégia foi usada antes do censo de 2010, com propagandas veiculadas na televisão com a atriz Taís Araújo pedindo aos brasileiros que declarassem sua verdadeira cor.
| Origem familiar declarada pelo entrevistado | Origem familiar declarada pelo entrevistado | Origem familiar declarada pelo entrevistado | Origem familiar declarada pelo entrevistado |
| Africana                                    | Europeia                                    | Indígena                                    | Não sabe                                    |
| ------------------------------------------- | ------------------------------------------- | ------------------------------------------- | ------------------------------------------- |
| 11,8%                                       | 43,5%                                       | 21,4%                                       | 31,3%                                       |

| Autoidentificação da cor ou raça do entrevistado (múltiplas respostas) | Autoidentificação da cor ou raça do entrevistado (múltiplas respostas) | Autoidentificação da cor ou raça do entrevistado (múltiplas respostas) | Autoidentificação da cor ou raça do entrevistado (múltiplas respostas) | Autoidentificação da cor ou raça do entrevistado (múltiplas respostas) | Autoidentificação da cor ou raça do entrevistado (múltiplas respostas) |
| Afrodescendente                                                        | Indígena                                                               | Negro                                                                  | Branco                                                                 | Preto                                                                  | Pardo                                                                  |
| ---------------------------------------------------------------------- | ---------------------------------------------------------------------- | ---------------------------------------------------------------------- | ---------------------------------------------------------------------- | ---------------------------------------------------------------------- | ---------------------------------------------------------------------- |
| 25,1%                                                                  | 21,8%                                                                  | 27,8%                                                                  | 68,4%                                                                  | 17,1%                                                                  | 43,2%                                                                  |

| Autodeclaração da cor ou raça do entrevistado | Autodeclaração da cor ou raça do entrevistado | Autodeclaração da cor ou raça do entrevistado | Autodeclaração da cor ou raça do entrevistado | Autodeclaração da cor ou raça do entrevistado | Autodeclaração da cor ou raça do entrevistado | Autodeclaração da cor ou raça do entrevistado | Autodeclaração da cor ou raça do entrevistado |
| Branca                                        | Morena                                        | Parda                                         | Negra                                         | Preta                                         | Amarela                                       | Indígena                                      | Outras                                        |
| --------------------------------------------- | --------------------------------------------- | --------------------------------------------- | --------------------------------------------- | --------------------------------------------- | --------------------------------------------- | --------------------------------------------- | --------------------------------------------- |
| 49%                                           | 21,7%                                         | 13,6%                                         | 7,8%                                          | 1,4%                                          | 1,5%                                          | 0,4%                                          | 4,6%                                          |

| Percepção racial dos brasileiros (pesquisa de 2008 do IBGE) | Percepção racial dos brasileiros (pesquisa de 2008 do IBGE)      | Percepção racial dos brasileiros (pesquisa de 2008 do IBGE) | Percepção racial dos brasileiros (pesquisa de 2008 do IBGE)                      | Percepção racial dos brasileiros (pesquisa de 2008 do IBGE)            |
| Estado                                                      | Identifica espontaneamente que sua cor/raça é "negra" ou "preta" | Considera que sua família é de origem africana              | Autoidentifica-se como "afrodescendente" quando essa categoria lhe é apresentada | Autoidentifica-se como "negro" quando essa categoria lhe é apresentada |
| ----------------------------------------------------------- | ---------------------------------------------------------------- | ----------------------------------------------------------- | -------------------------------------------------------------------------------- | ---------------------------------------------------------------------- |
| Amazonas                                                    | 5,3%                                                             | 6,1%                                                        | 18,1%                                                                            | 23,9%                                                                  |
| Paraíba                                                     | 5%                                                               | 6,2%                                                        | 17,9%                                                                            | 24,6%                                                                  |
| São Paulo                                                   | 10,2%                                                            | 13%                                                         | 26,3%                                                                            | 29,2%                                                                  |
| Rio Grande do Sul                                           | 6,6%                                                             | 9,8%                                                        | 20,9%                                                                            | 19,2%                                                                  |
| Mato Grosso                                                 | 11,7%                                                            | 9,9%                                                        | 30,2%                                                                            | 40,1%                                                                  |
| Distrito Federal                                            | 11,6%                                                            | 19,5%                                                       | 36,8%                                                                            | 37,1%                                                                  |
| Total                                                       | 7,8%                                                             | 11,8%                                                       | 25,1%                                                                            | 27,8%                                                                  |

### A visão racial ao longo da História

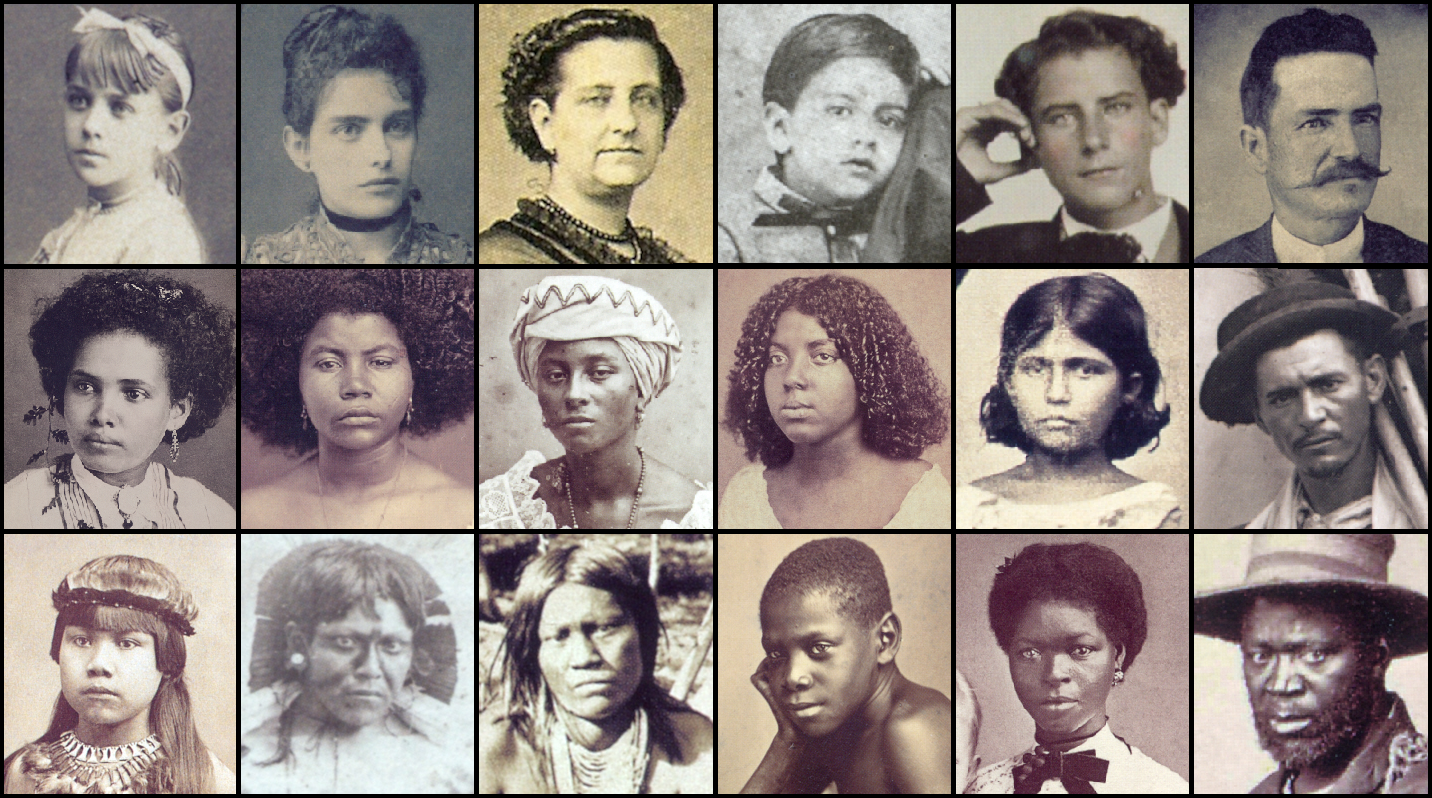
Brasileiros do século XIX. 1ª linha: brasileiros brancos. 2ª linha: brasileiros pardos (da esquerda para a direita: duas mulheres mulatas, duas mulheres cafuzas e uma garota e um homem caboclo). 3ª linha: três brasileiros índios de diferentes tribos seguidos por afro-brasileiros de diversas etnias

O conceito de raça surgiu no século XVI, compreendendo grupos ou categorias de pessoas conectadas por uma origem comum. A raça só ganhou conotações biológicas no século XVIII. Os teóricos do darwinismo racial fizeram dos atributos externos e fenótipos elementos essenciais, definidores de moralidades e do devir dos povos. Nesse contexto, pouco importava os atributos individuais de cada um, pois havia uma hierarquia de raças que determinava o grau de superioridade de um grupo sobre o outro.
A questão racial não teve grande relevância na agenda política brasileira até a segunda metade do século XIX. Foi quando as teorias raciais advindas do darwinismo racial penetraram o país. Com base numa “pseudociência”, que levava em consideração o tamanho do cérebro e as aferições físicas, foi criada uma suposta diferenciação entre grupos humanos. Essas ideias entraram no Brasil com a aproximação inevitável da abolição da escravatura. Antes disso, no regime escravocrata, o escravo era propriedade, portanto um “não cidadão” e, consequentemente, inferior. O Brasil era marcado pelo clientelismo, no qual as relações pessoais se sobressaíam em relação a um poder público enfraquecido. A lei valia em geral apenas para os menos favorecidos, enquanto a minoria privilegiada conseguia burlar a aplicação das normas por meio do clientelismo. Com a aproximação da abolição, uma possível igualdade fática dos ex-escravos ao resto da população não foi lograda, e o darwinismo racial foi usado como uma “comprovação científica” da desigualdade biológica entre os homens.

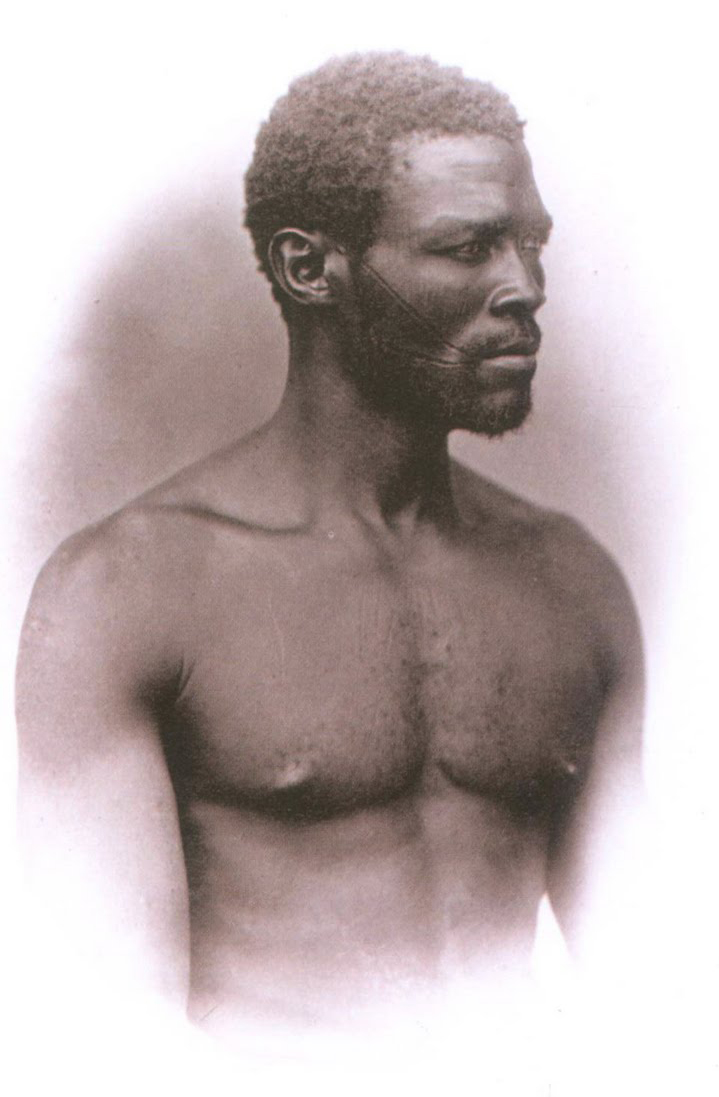
Escravo do Brasil fotografado por Augusto Stahl (c.1865).

As teorias raciais não foram apenas absorvidas pelo Brasil, mas também ali sofreram uma releitura, pois a miscigenação não era vista como algo que sempre levaria à degeneração, mas também como um mecanismo que levaria ao “branqueamento” da população brasileira. A miscigenação no Brasil passou a ser vista como algo positivo, desde que levasse a uma consequente “branquização” e ao progressivo desaparecimento do elemento negro da sociedade. A medida que se libertavam os escravos, o Estado brasileiro começou uma política agressiva de incentivo à imigração europeia, numa intenção evidente de deixar o país “mais claro”. Os censos nacionais realizados em 1872 e 1890 constataram que, de fato, o Brasil era um país mestiço e negro, um fato incompatível com o pensamento científico da época de hierarquização de raças. Constatado o fato e numa tentativa de camuflar a realidade, em 1900 o requisito "cor" foi retirado do censo e só voltou em 1940. Para a sociedade brasileira, o branco não era apenas uma cor, mas também uma qualidade social: aquele que sabe ler, que é mais educado e que ocupa uma posição social mais elevada. Nesse contexto, ser branco passou a ser uma aspiração social.
A abolição da escravidão no Brasil ocorreu de forma relativamente pacífica, sem gerar praticamente nenhum conflito étnico ou dominação racial institucionalizada por lei. Aliado a isso, a ausência de categorias explícitas de dominação racial, somada a uma suposta ideia de uma herança portuguesa de tolerância racial, contribuíram para criar um mito de paraíso racial, onde teria imperado um modelo escravocrata mais brando e ao mesmo tempo mais promíscuo. Após 1888, a História da escravidão foi reconstruída sob uma perspectiva mais positiva, mesmo que os dados e documentos pregressos revelassem uma realidade bem menos idealizada. Nessa esteira, Ruy Barbosa, então ministro das Finanças, mandou queimar todos os registros sobre escravidão existentes em arquivos nacionais, numa tentativa de apagar um passado e começar uma nova etapa.
A partir da década de 1930, a visão racial brasileira tomou outros contornos. A miscigenação passou a ser exaltada e a cultura mestiça passou a despontar como a representação oficial da nação. Era necessário idealizar um povo brasileiro, em um momento em que se questionava quem era o povo brasileiro. Como qualquer outro movimento nacionalista, a criação de símbolos nacionais acontece com o domínio de interesses privados assumindo sentidos públicos. A mestiçagem, nem tanto do ponto de visto biológico, mas principalmente cultural, viria a criar “uma autêntica identidade brasileira”. Nesses momentos é que são criados, resgatados, selecionados ou mesmo inventados costumes e festas e passagens históricas. Assim como Pedro II gostava de exibir sua murça real feita de papos de tucano (uma homenagem aos indígenas), Floriano Peixoto mandou erguer uma estátua que representava a união das “três raças” formadoras do povo brasileiro, reconhecendo na mestiçagem a “verdadeira nacionalidade” brasileira.
Gilberto Freyre, em sua obra Casa-Grande e Senzala, simbolizou melhor que ninguém o mito das “três raças” formadoras da sociedade brasileira. O livro retrata a experiência privada das elites nordestinas e suas relações com os escravos. Nesse momento, a miscigenação parecia ser sinônimo de tolerância e hábitos sexuais privados se transformaram em modelos de sociabilidade. Os senhores escravocratas eram retratados como severos mas paternais, ao lado de escravos fiéis, simbolizando novamente a ideia da “boa escravidão”, fazendo uma oposição a uma suposta escravidão mais severa norte-americana.

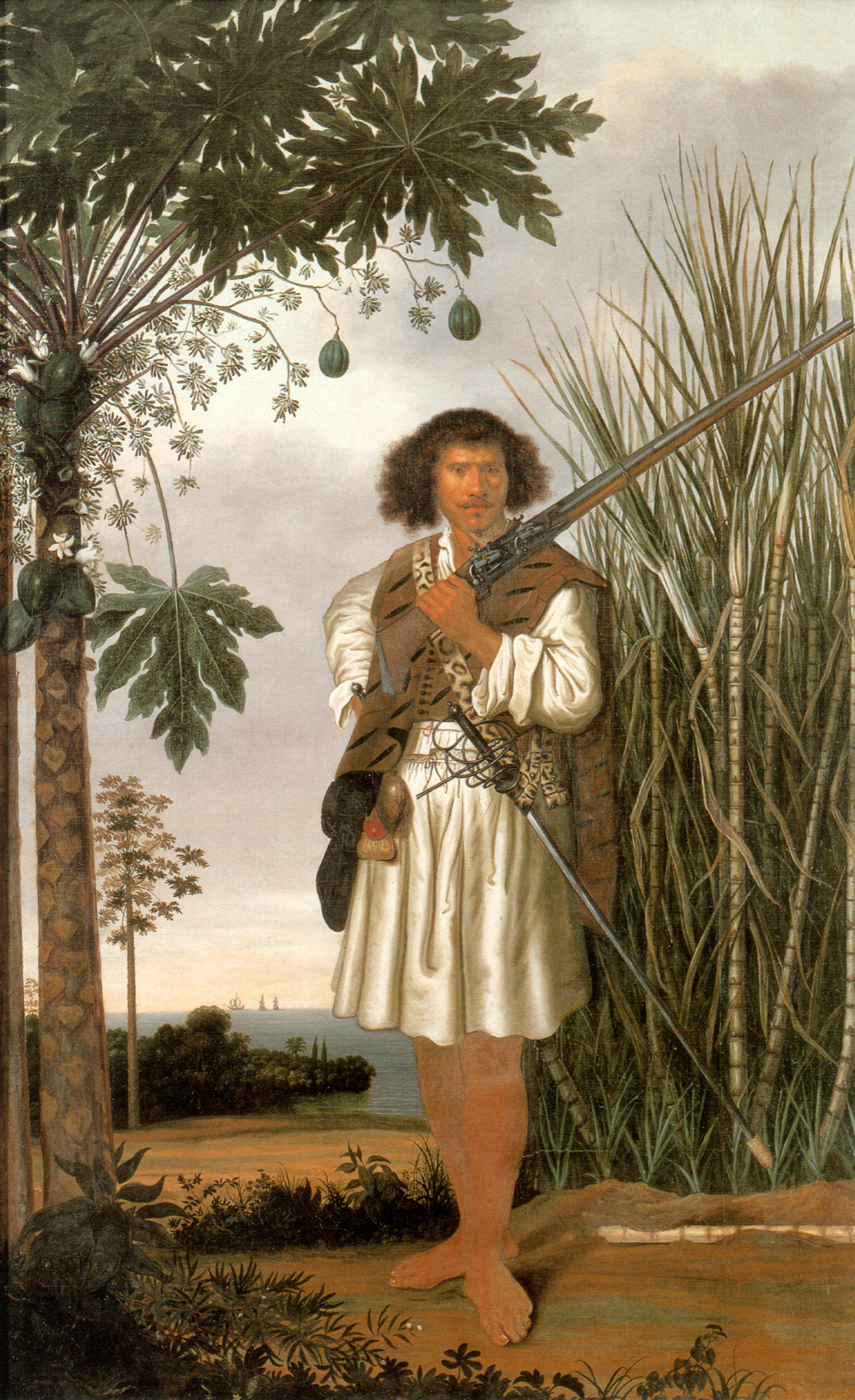
Mulato, por Albert Eckhout.

Nesse contexto, elementos que remetiam à mestiçagem foram alçados a símbolos nacionais. A feijoada, antes conhecida como “comida de escravos”, se transformou no prato típico da culinária brasileira, o arroz branco e o feijão preto simbolizando a mistura de raças. A capoeira, criminalizada pelo Código Penal de 1890, virou modalidade esportiva nacional em 1937. O samba, a “dança de pretos”, saiu da marginalidade das ruas e foi alçado à condição de canção brasileira para exportação. Nossa Senhora Aparecida, cuja imagem é escura, foi escolhida como padroeira do Brasil, pois era “meio branca, meio negra, mestiça como os brasileiros”. O futebol, esporte inventado na Inglaterra, também passou a ser progressivamente associado aos negros. A mulher Mulata foi convertida em beleza típica brasileira de tipo exportação, remetendo a uma sensualidade e a um exotismo nacionais. A figura do malandro, criador do “jeitinho brasileiro”, passou a simbolizar aspectos culturais da nação. Nessa mesma época foi criado o personagem Zé Carioca pela Walt Disney, tornando a "malandragem" brasileira, evidentemente mestiça, internacional. Igualmente no mesmo período, Carmen Miranda, outro símbolo para exportação, dançava ao som de samba e misturava maracas e frutas tropicais. Canções como Aquarela do Brasil demonstravam esse momento de valorização da mestiçagem brasileira.
Toda essa exaltação da mestiçagem, a aparente convivência harmônica e a criação de elementos culturais que remetessem a ela, serviram para reforçar o mito da democracia racial no Brasil. Essa suposta convivência cultural miscigenada se tornou um suposto modelo de igualdade racial, que servia para mascarar a realidade brasileira. O Brasil passou a ser visto como um modelo de democracia racial a ser copiado por outros países. Em um contexto onde o próprio Estado vendia essa imagem oficial, as desigualdades e a violência do dia-a-dia eram ignoradas.
Florestan Fernandes, na década de 1950, foi um dos pioneiros ao colocar em xeque o mito da democracia racial. Para ele, a ausência de tensões abertas e conflitos permanentes não simbolizavam uma boa organização das relações raciais no Brasil. Ele utilizou de forma inovadora dados estatísticos para mostrar que a realidade racial no Brasil não era o paraíso que por décadas se tentou vender. Em todos os dados, negros e pardos apareciam em situação sócio-econômica desfavorecida em relação aos brancos. Ele constatou que o preconceito racial no Brasil tinha suas especificidades, pois era de caráter privado e pouco formalizado. A discriminação no Brasil permanecia presente, mas dissimulada e camuflada, preservando certo decoro.

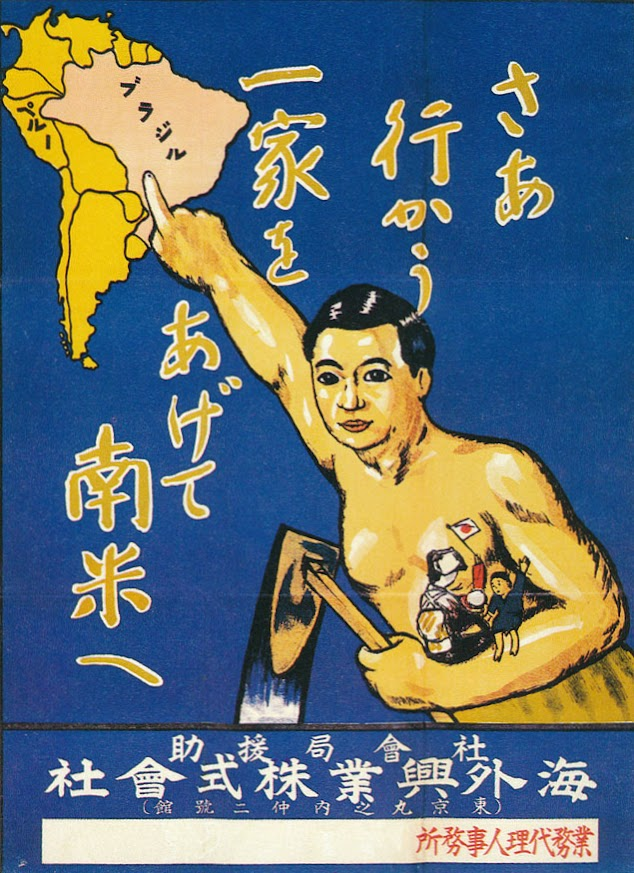
Cartaz de propaganda da imigração de japoneses para o Brasil.

O preconceito racial no Brasil é o que alguns autores chamam de preconceito “de marca”, ou seja, que recai sobre o fenótipo do indivíduo (tipo de cabelo, traços e cor da pele). Ele não recai diretamente sobre a ancestralidade, pois no Brasil as classificações raciais se baseiam mais na aparência física da pessoa do que na ancestralidade. É um racismo que aparece como expressão de foro íntimo, mais apropriado ao recesso do lar. A escravidão foi abolida, houve a universalização das leis, mas o padrão tradicional de acomodação racial não foi alterado, mas apenas camuflado. Apesar da tão falada “miscigenação brasileira”, um sistema enraizado de hierarquização social com base em critérios como classe social, educação formal,  origem familiar e na raça continuaram. Se após a Segunda Guerra Mundial o darwinismo racial foi perdendo força e o conceito biológico de raça foi se desmontando, o “preconceito de cor” fazia as vezes da raça.
Os anos 70 representaram a chegada de todo um movimento de contestação dos valores vigentes no Brasil, por meio de política oficial e, sobretudo, alternativa, na literatura e música. Nessa época surgiu o Movimento Negro Unificado (MN) que, ao lado de outras organizações paralelas, passaram a discutir as formas tradicionais de poder. A existência de movimentos negros no Brasil, porém, é mais antiga: data de 1931 a criação da Frente Negra Brasileira e do seu jornal, e periódicos dedicados ao tema já circulavam no Brasil.
O racismo no Brasil está nas diferenças no acesso à educação e ao lazer, na distribuição desigual de rendas, marcas da discriminação que fugiam à alçada oficial, mas que eram evidentes no cotidiano. A desconstrução do mito da democracia racial circunscreveu o tema racial a uma questão de classe e abandonou a cultural. O tema racial parecia subsumido à luta entre classes e seu problema não seria resolvido por meio do enfrentamento de suas especificidades. Os estudos mais recentes, todavia, demonstraram que o preconceito de cor não estava exclusivamente atrelado a uma questão econômica e social, mas que continuava como um divisor da sociedade.
O racismo brasileiro é de foro íntimo, presente na intimidade, mas camuflado quando toma a espera pública.